# Racing Club de France (football)
Ne pas confondre avec le club omnisports Racing Club de France.
Vous lisez un « article de qualité » labellisé en 2012.  Il fait partie d'un « bon thème ».
Maillots
Actualités
Le Racing Club de France, abrégé en RC France ou Racing CF et couramment appelé le Racing, est un club fondé à Paris en 1896, en tant que section football du Racing Club de France, un club omnisports parisien créé le 20 avril 1882 et situé à Colombes (Hauts-de-Seine) dans la banlieue au nord-ouest de Paris.
Le Racing connaît de nombreuses identités au cours de son histoire et deux périodes de professionnalisme. La première, la plus longue, de 1932 à 1966, sous le nom de Racing Club de Paris, le voit compter parmi les principaux clubs du championnat de France et celui qui représente le plus souvent la capitale grâce à des joueurs de renom et un jeu spectaculaire. Cette période lui permet de réaliser le doublé coupe-championnat en 1936, et d'enlever la Coupe de France à quatre autres reprises. Principal club parisien depuis le déclin du Red Star après guerre, le club fusionne en 1966 avec Sedan pour devenir le Racing Club de Paris Sedan jusqu'en 1970.
Le club renaît dans les années 1980 sous le nom de « Racing Paris 1 » puis de « Matra Racing », sous l'impulsion de l'homme d'affaires Jean-Luc Lagardère, afin de redorer le blason ciel et blanc et de devenir le second grand club de football de la capitale avec le jeune Paris Saint-Germain. Malgré l'importance des sommes investies, l'équipe ne rencontre de succès ni sportif ni populaire. Finalement lâchés par leur investisseur, les Parisiens atteignent en guise d'adieu la finale de Coupe de France 1990. Plombé par des déboires financiers chroniques, le club replonge dans l'amateurisme dont il n'est pas sorti aujourd'hui.
En dehors de ces deux périodes, le club se trouve sous la tutelle plus ou moins marquée du Racing Club de France, club omnisports. En 2007, la section football, soutenue depuis 1991 par le Conseil général des Hauts-de-Seine, doit prendre son indépendance. Après un partenariat de trois ans avec la ville de Levallois-Perret, le club revient en 2012 à Colombes, la ville où il est basé historiquement. Les Racingmen sont en effet résidents depuis de longues années du stade Yves-du-Manoir.
Le Racing évolue aujourd'hui en National 3 (5e division).

## Histoire
- 1882 : fondation du club omnisports du Racing Club de France.
- 1896 : création de la section football.
- 1932 : création d'une section professionnelle sous le nom de Racing Club de Paris.
- 1936 : doublé coupe-championnat.
- 1949 : dernière victoire en Coupe de France.
- 1966 : Fusion avec l'Union Athlétique Sedan Torcy pour devenir le Racing Club de Paris-Sedan.
- 1981 : la section retrouve sa célèbre appellation de RC Paris.
- 1983 : fusion avec le Paris FC et création d'une section professionnelle.
- 1987 : le club devient le Matra Racing, du nom du groupe Matra.
- 1989 : désengagement du groupe Matra, le club est renommé Racing Paris 1 (RP1).
- 1990 : rétrogradé sportivement en D2, le RP1 repart volontairement en D3 pour raisons financières.
- 1991 : après un rapprochement avec le CG des Hauts-de-Seine, le club devient Racing 92.
- 1999 : nouveau projet sous le nom RC Paris.
- 2005 : mis en liquidation, le football retourne sous le giron du club omnisports.
- 2007 : la section football reprend son indépendance et devient le RC France football 92.
- 2009 : rapprochement avec le Levallois SC, le club devient le RC France football-Levallois 92.
- 2012 : de retour à Colombes, le club devient le RC France football Colombes 92 puis l'année suivante de Racing Club France Football.

### Les débuts du Racing en football (1896-1935)

#### Création du Racing et premiers succès (1896-1917)

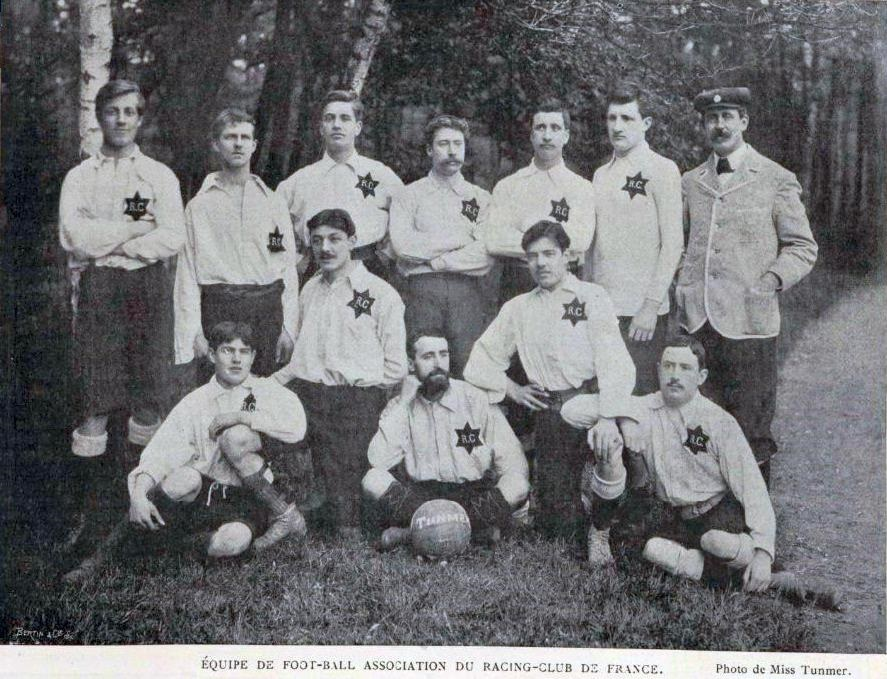
Le RCF en juillet 1897.

Le 20 avril 1882, des élèves du Lycée Condorcet à Paris fondent le « Racing Club » afin d'améliorer les conditions dans lesquelles ils pratiquent le sport, et notamment la course à pied. Renommé en 1885, le « Racing Club de France » bénéficie l'année suivante de la concession sur un terrain du bois de Boulogne, la Croix-Catelan, et s'impose dès lors rapidement comme le grand club omnisports des quartiers bourgeois de l'Ouest parisien. Ses premières sections d'importance sont l'athlétisme et le tennis. À la fin des années 1880, le club ciel et blanc s'engage, sous l'impulsion de son secrétaire général Georges de Saint-Clair et aux côtés du Stade français, dans la création de l'Union des sociétés françaises de sports athlétiques (USFSA), une fédération qui fera de la défense de l'amateurisme une de ses priorités. Alors que les premières équipes de « football association » naissent en France, le Racing préfère ouvrir une section de « football rugby », un sport resté amateur en Angleterre. Cette dernière remporte le bouclier de Brennus en 1892, 1900, 1902, 1959, 1990, 2016.

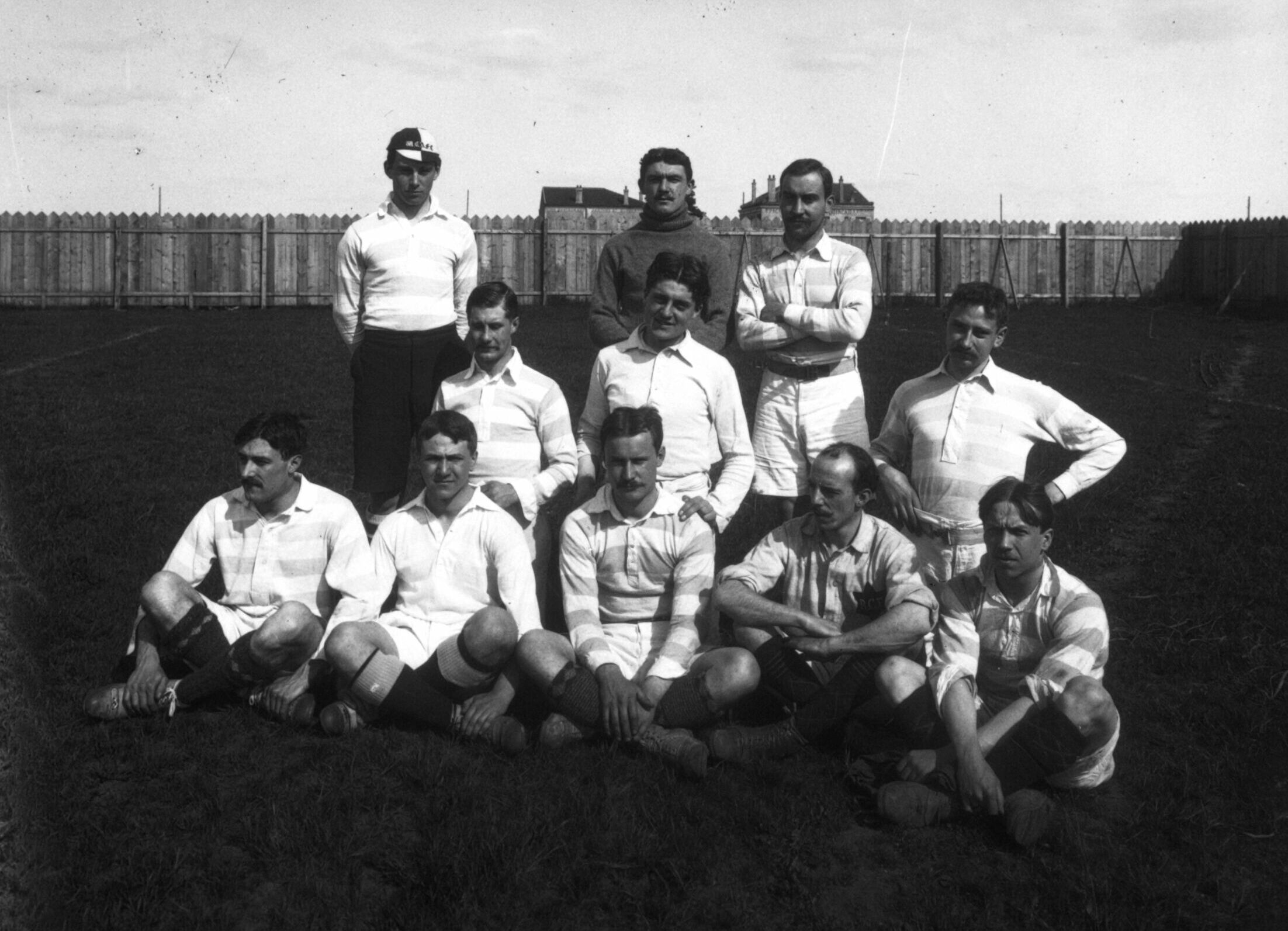
Équipe du RC de France le jour de la finale de la Coupe Dewar 1906.

Choqués par les dérives du « football association » en Grande-Bretagne, professionnalisme au premier chef, les dirigeants parisiens attendent 1896 pour créer officiellement une section football, bien que les premières traces de la pratique de ce sport par des Racingmen remontent à 1891. Le club participe en 1897 à sa première compétition de football avec la quatrième édition du championnat de France USFSA, dont il termine quatrième sur neuf. L'année suivante, le Racing est battu en demi-finale de la Coupe Manier, réservée aux clubs français n'alignant pas plus de trois joueurs étrangers, par le Club français. Le championnat de France USFSA, initialement réservé aux clubs parisiens, s'ouvre à partir de 1899 aux clubs de province, dans le cadre d'un championnat en deux phases. Les Racingmen connaissent leur premier succès en 1902 avec le championnat USFSA de Paris, remporté sur l'United SC en match d'appui. Vainqueur facile du Havre en demi-finale du tournoi national (5-1), le club parisien doit cependant s'incliner face au RC Roubaix en finale du Championnat US FSA de France 1902 (3-4 ap) : le but victorieux des nordistes est inscrit à la 175e minute, en mort subite. Les Racingmen conservent leur titre parisien en 1903, mais après avoir écarté les Caennais de l'UA Lycée Malherbe, ils sont de nouveau battus par les Roubaisiens. Après un match nul au Parc des Princes (2-2 ap), la finale est rejouée à Lille, où les Nordistes remportent leur deuxième titre.

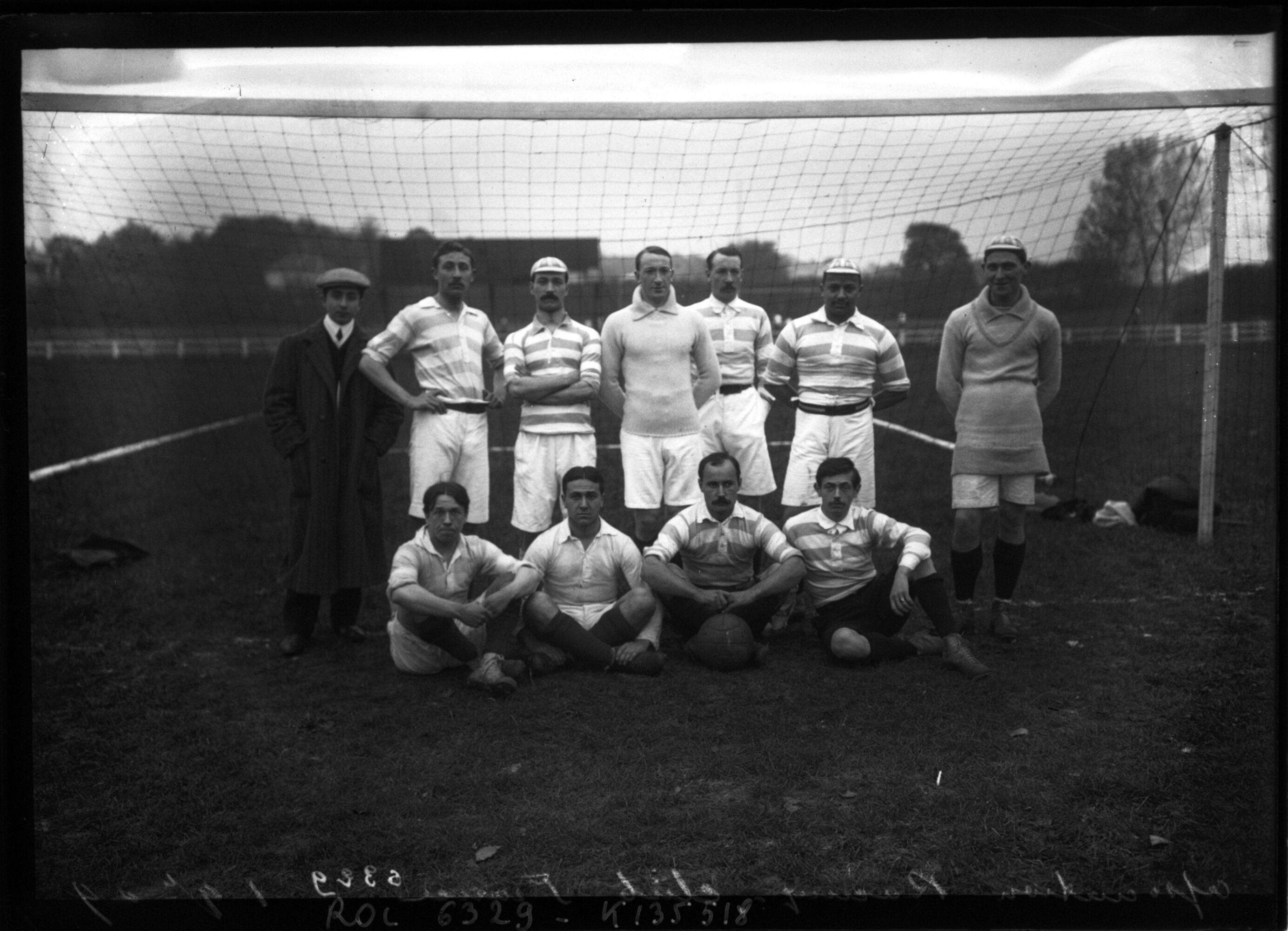
Équipe du RC France en 1909.

En 1907 enfin, le Racing est champion de France : invaincus en championnat de Paris, vainqueurs de l'US Saint-Servan en quart (5-0) et de l'Olympique de Marseille en demi (3-1), les coéquipiers du capitaine et international français Pierre Allemane viennent à bout du RC Roubaix en finale au Parc des Princes. Menés 2-0, ils renversent la tendance grâce à un triplé de l'attaquant anglais Astley,. De 1905 à 1907, les footballeurs du Racing remportent à trois reprises la coupe Sheriff Dewar, créée en 1899 par les clubs exclus de la coupe Manier du fait du quota de trois joueurs étrangers. De nouveau champions de Paris en 1908 et 1911, ils parviennent comme à chaque participation en finale de phase nationale mais échouent à remporter de nouveau le titre, respectivement face au RC Roubaix (à Tourcoing, 2-1) et face au Stade helvétique de Marseille (à Marseille, 3-2).
Les participations au Challenge international du Nord, où les Parisiens affrontent des clubs étrangers, sont en revanche peu concluantes (défaite au premier tour en 1901, forfait en 1908) ; et l'équipe ne participe pas au Trophée de France opposant depuis 1907 les champions des différentes fédérations, l'USFSA refusant longtemps d'y prendre part. En 1914, la Première Guerre mondiale éclate, interrompant les compétitions sportives. Si l'on sait les pertes subies parmi les joueurs de la section rugby, il n'en est pas de même pour le football. Mais il est probable que l'équipe du Racing a été fortement affectée, comme toutes les autres, à l'exemple de la mort d'André Puget, un des seuls internationaux du Racing d'avant guerre.

#### Transition vers l'échelle nationale et le professionnalisme (1917-1935)

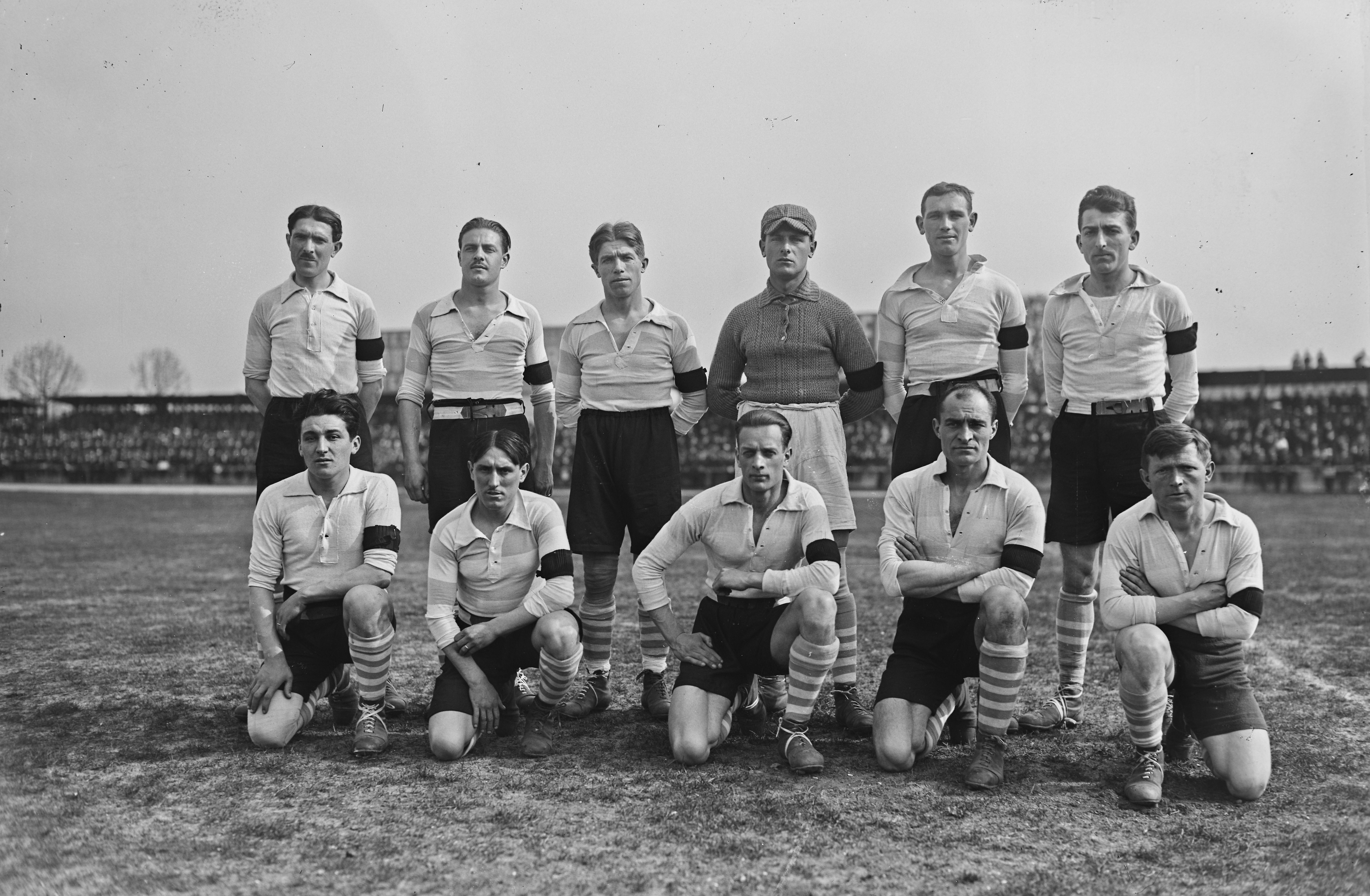
L'équipe de football parisienne du Racing CF lors d'un derby en coupe de France contre son voisin parisien du Red Star au Parc des Princes le 3 avril 1921.

Pendant l'entre-deux-guerres, le Racing semble d'abord se maintenir à un niveau national. Le RCF figure aussi parmi les quarante-huit participants de la première édition de la coupe de France en 1917, preuve qu'il est resté actif malgré les combats. L'équipe bat le Margarita Club du Vésinet (7-0), Le Havre (5-0) et le CA Paris (4-1), mais est battue par l'AS Française en quart de finale (2-4). Il est par ailleurs pour la sixième fois champion de Paris USFSA en 1919, échouant en quart de finale de la phase national face au Havre (0-1).
Dès lors, le Racing semble rentrer dans le rang d'un football français encore amateur et très régionalisé. Alors que l'amateurisme marron se répand en France, la défense du véritable amateurisme est alors personnifiée par Frantz Reichel, un ancien sportif accompli du Racing, devenu un dirigeant et journaliste influent. Le club évolue en Ligue de Paris (en « division d'honneur », soit la première division), mais les ténors du football parisien sont alors l'Olympique de Paris, le CASG Paris, le Club français et le Red Star. En tête de son groupe en 1920, le RCF est battu par les Audoniens en finale. Ceux-ci battent encore les Racingmen en demi-finale de coupe de France 1921 (4-3). Le Racing est relégué en deuxième division parisienne en 1925 et n'atteint plus les derniers tours de coupe de France.

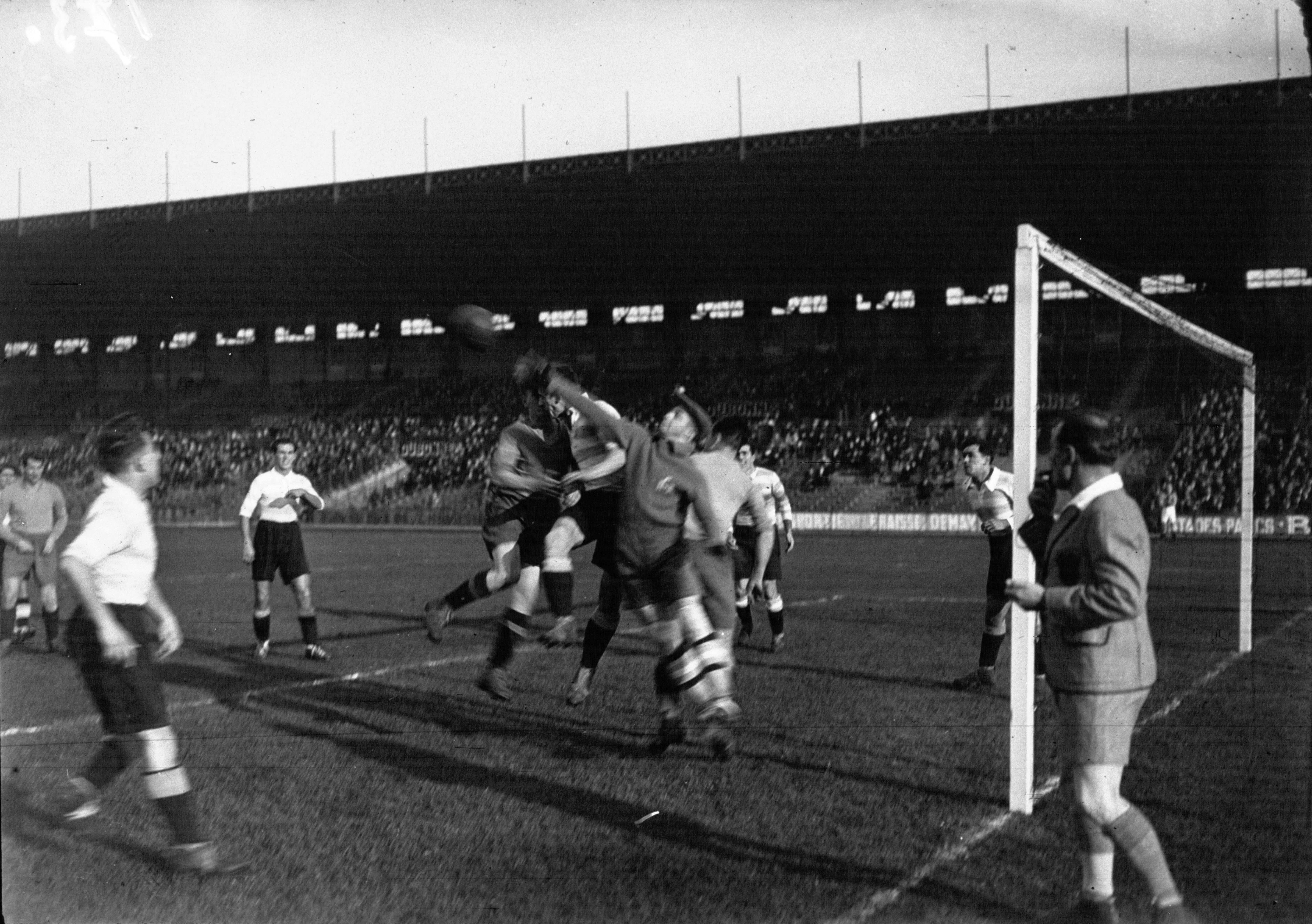
Match de gala face au First Vienna au stade olympique de Colombes en 1932.

Le renouveau est bientôt amorcé : le club accède de nouveau à la division d'honneur en 1928, et l'année suivante est nommé un nouveau président pour la section football. Jean-Bernard Lévy, un homme d'affaires de 29 ans, redonne de l'ambition au club. Favorable à l’avènement du professionnalisme en France, en dépit des réserves des dirigeants du club omnisports, le président Lévy investit fortement dans le recrutement (avec les internationaux français Manuel Anatol, Émile Veinante, Edmond Delfour puis Raoul Diagne, l'international hongrois Ferenc Lhottka, etc.) et les résultats s'améliorent sensiblement.

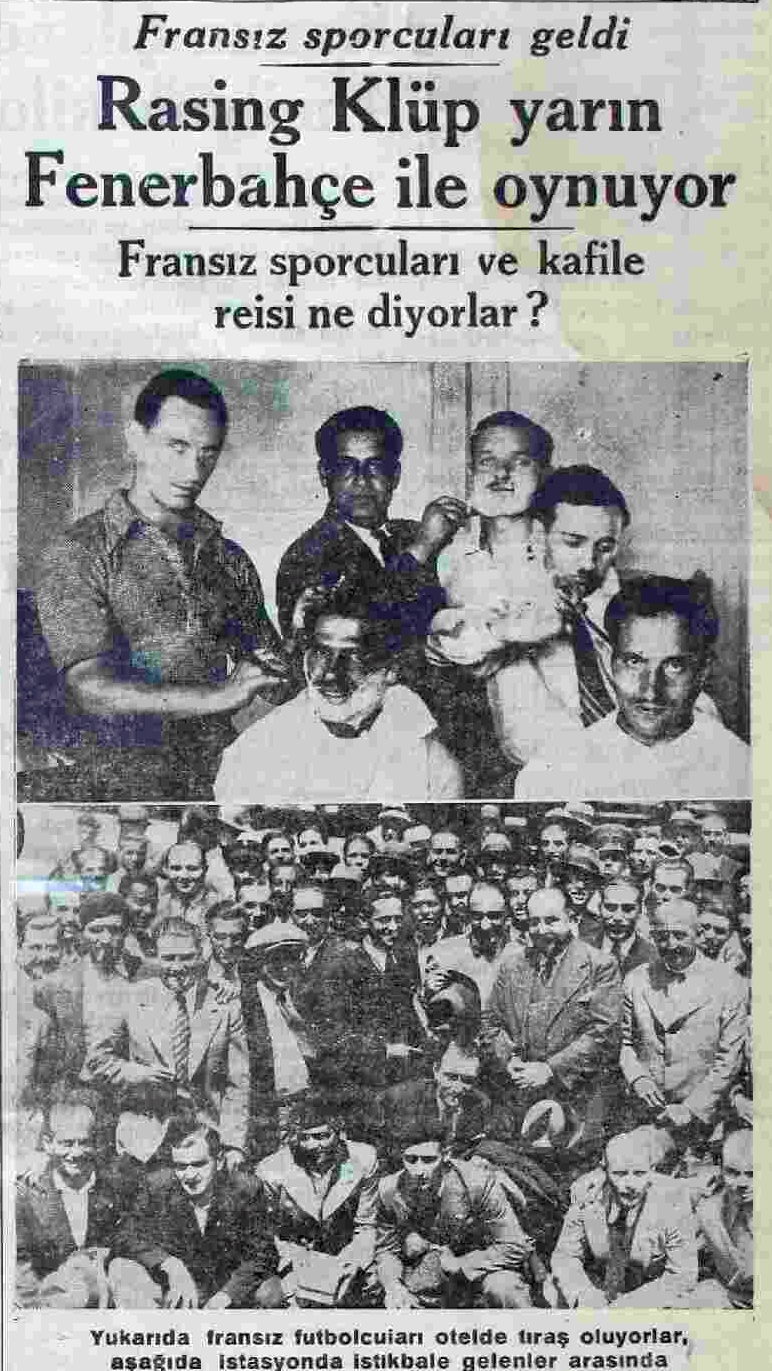
Voyage en Turquie des joueurs de football Racing dans le journal du soir du 30 juin 1932

Le Racing dispute sa première finale de coupe de France, la compétition la plus importance du pays, en 1930. Face au FC Sète le Racing perd son gardien Tassin sur blessure à treize minutes de la fin, et termine la rencontre à dix avec un joueur de champ, Ozenne, dans les buts. Pourtant l'équipe parisienne ouvre le score trois minutes plus tard par Lhottka, mais Sète égalise peu après et remporte le match en prolongation (1-3). La même année est également disputé un premier match amical entre le Racing et les Anglais d'Arsenal (2-7), amorce d'une longue tradition de rencontres amicales annuelles entre les deux clubs. Par ailleurs, le club multiplie les matchs amicaux de prestige, à domicile et à l'extérieur, face aux meilleurs clubs européens. Champion de Paris en 1931 et 1932, le Racing est demi-finaliste de coupe en 1932 (défaite face à Cannes, 0-1, à Sète).

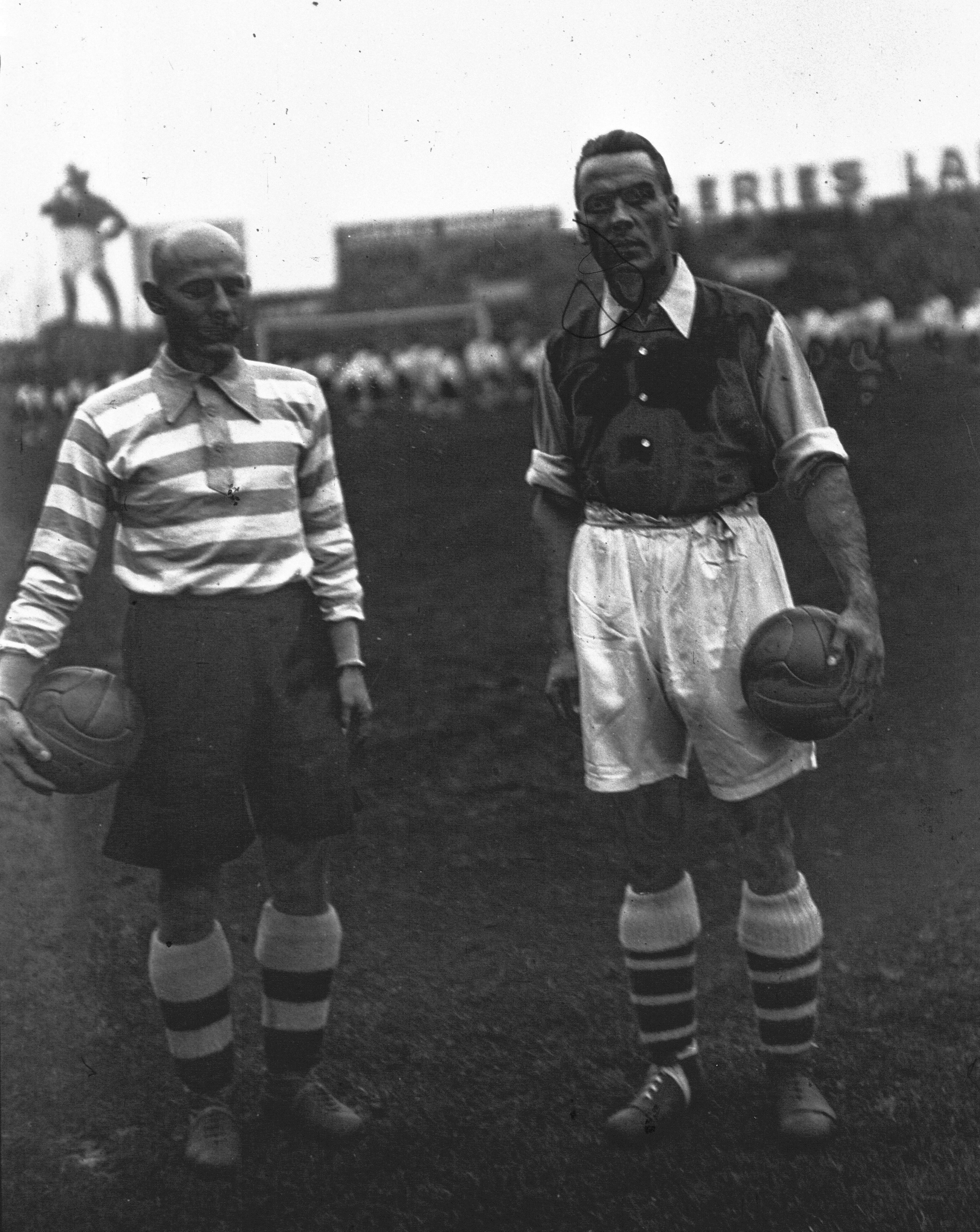
Photo des capitaines du RCP et d'Arsenal FC au stade olympique de Colombes en 1934.

Le professionnalisme est finalement officialisé en France en 1932, dans le cadre du lancement du premier championnat de France de football. La section football du Racing, à la lumière de ses récents résultats, mériterait d'y figurer, mais le Racing Club de France reste un club où l'amateurisme est fondamental. Le président Lévy obtient finalement des dirigeants omnisports l'autorisation de sauter le pas, mais la section football doit s'émanciper du RCF (tout en restant sous sa tutelle) en devenant une association autonome sous un nouveau nom. Le « Racing Club de Paris » est né. La première journée de première phase de la première saison du championnat est disputée le 11 septembre 1932. Engagé dans le groupe A, le Racing affronte Hyères au stade Jean-Bouin de Paris. Le défenseur Raoul Diagne inscrit les deux premiers buts du Racing dans l'ère professionnelle, au cours d'un match qualifié de « médiocre » (2-1). Dès le mois d'octobre, les footballeurs évoluent de plus en plus régulièrement au Parc des Princes, plus central que le stade de Colombes et dont la capacité a été portée à 40 000 places quelques mois plus tôt. Le RC Paris termine finalement troisième du groupe A, à sept points de l'Olympique lillois qui remporte la finale contre l'AS Cannes. La formule en deux groupes de vingt clubs évolue vers un groupe unique dès la saison 1933-1934. Malgré la qualité de son effectif sur le papier, le Racing, trop souvent battu, termine onzième (sur quatorze) en 1934. Il retrouve le podium l'année suivante, mais à onze points de Sochaux, et déçoit en coupe. À l'occasion des matches Racing-Arsenal, les Pingouins se déplacent en avion à Londres fin novembre 1932 pour y affronter les Gunners à Highbury. C'est le premier déplacement aérien pour un club français.

### L'apogée des «Pingouins» (1935-1962)

#### Le doublé de 1936 suivi de deux coupes (1935-1940)
Sous la direction du visionnaire George Kimpton, un entraîneur britannique rigoureux et expert de la tactique « WM » en vogue à l'époque, les Parisiens entament de meilleure manière la saison 1935-1936, malgré la longue absence de leur fameux gardien de but Rudi Hiden. Pour la réception de l'Olympique lillois, le leader, en janvier, 27 193 spectateurs se pressent au Parc des Princes, établissant un nouveau record d'affluence en première division. Battus par les Nordistes (2-3), les Parisiens sont distancés de cinq points ; ils alignent pourtant dès lors les victoires en championnat et en coupe de France, au cours de laquelle sont éliminés facilement les amateurs de Lorient (DH, 5-1) et de Lyon (D2, 3-0), puis les professionnels de Caen (5-1). En quart, le Racing retrouve l'Olympique lillois dans un nouveau match au sommet. Après un match nul à Paris (2-2), les Racingmen prennent le dessus à Roubaix (3-0), puis éliminent Sochaux en demi-finale (3-0). Le Racing doit affronter en finale Charleville, un club professionnel de deuxième division qui comptent dans ses rangs le prometteur gardien de but Julien Darui et le défenseur Helenio Herrera. La rencontre est étriquée face à une équipe très défensive, mais le Racing l'emporte tout de même (1-0), grâce à un but de son avant-centre Roger Couard.
Pointant à ce moment-là à la troisième place en championnat derrière Lille et Strasbourg, le Racing compte deux matches en retard à jouer, reportés en raison du parcours en coupe, dont un à Sochaux, champion en titre. Les hommes de Kimpton les remportent, s'adjugeant le championnat avec trois points d'avance sur Lille. Même si l'exploit n'est pas une première en France, la performance ayant été effectuée pour la première fois par le FC Sète deux ans plus tôt, le doublé est historique pour le club.Les larmes de Kimpton après la finale de Coupe de France, compétition de football la plus prestigieuse à l'époque, et la joie de joueurs comme les Autrichiens Rudi Hiden et Gusti Jordan, l'ailier international français Émile Veinante, ou Raoul Diagne, premier joueur noir à remporter la coupe, consacrent un des plus beaux sommets du Racing.

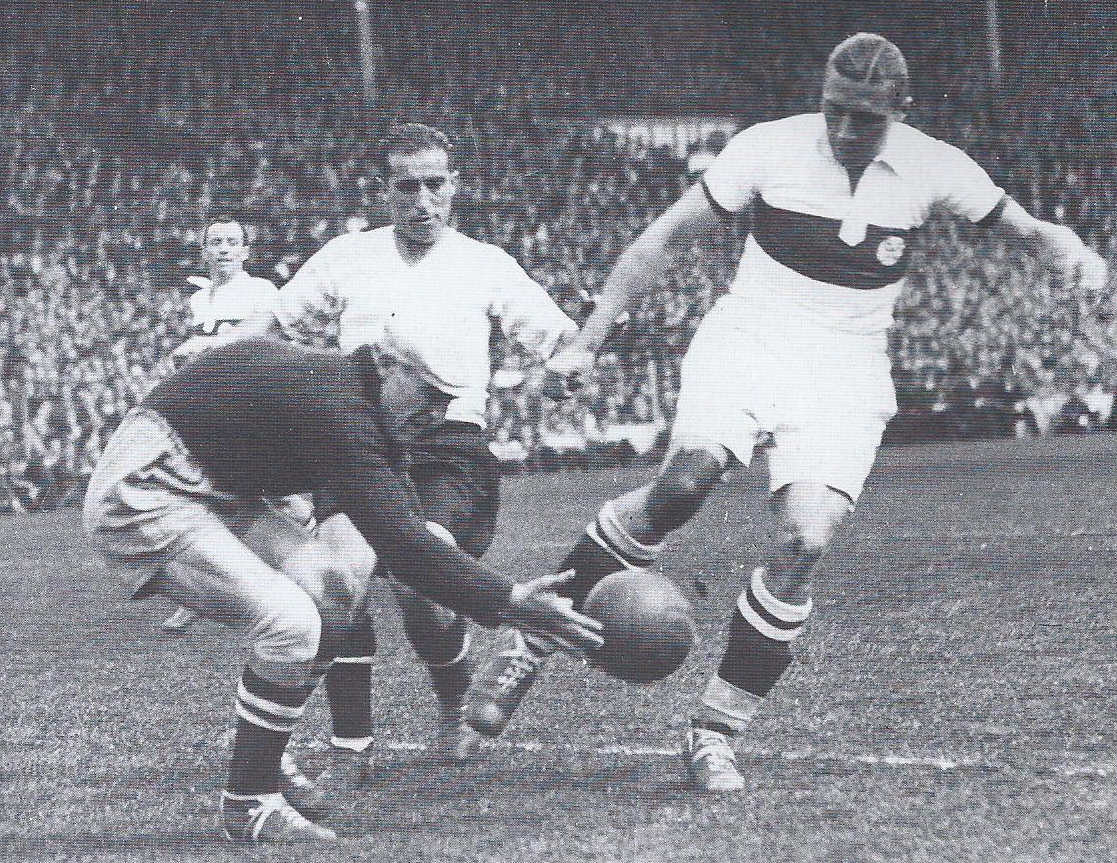
Photo de la finale de la coupe de France 1939 opposant le Racing à l'Olympique lillois au stade olympique de Colombes.

Le Racing ne parvient cependant pas à conserver son titre de champion en 1936-1937 : handicapés par une première moitié de saison très moyenne, les Parisiens reviennent malgré tout sur la tête, mais une défaite lors de l'avant-dernière journée sur le terrain du Red Star les condamne au troisième rang, à un petit point de l'Olympique de Marseille, champion, et du FC Sochaux-Montbéliard, deuxième. La saison 1937-1938 est plus difficile puisque ceux que l'on surnomme les « Pingouins » ne terminent qu'au treizième rang sur seize.
En 1938-1939, le Racing se reprend et après avoir passé l'hiver en position de leader, termine de nouveau troisième, à quatre points du champion, le FC Sète, qui avait pourtant été balayé à Paris en février. Cette saison est aussi celle d'un nouveau succès en coupe de France : après un parcours aux allures de promenade (3-0 contre Quevilly, 4-0 contre Mulhouse, 3-1 contre Roubaix), le Racing domine le SC Fives en demi-finale (1-0) et accueille l'Olympique lillois à Colombes. La presse s'attend à un triomphe parisien, comme le journal L'Auto : « Battre le Racing à la régulière ? Impossible, et Roubaix l'a bien vu ». Avant le match se déroule une scène insolite : Raoul Diagne, August Jordan et Oscar Heisserer promènent sur la pelouse un pingouin emprunté au zoo de Vincennes, pour porter bonheur au club qui en a fait son symbole. La victoire est en tout cas au rendez-vous, grâce à des buts de l'Argentin Perez, du capitaine Veinante et de Mathé (3-1).
La Seconde Guerre mondiale est déclarée à l'automne suivant. L'entraîneur Kimpton, recruté par le FC Rouen, est remplacé par Ely Rous. Le championnat, éclaté par zones géographiques, se tient mais toutes les rencontres n'ont pas lieu, expliquant l'avant-dernière place du club dans le groupe Nord en 1939-1940. Dans le même temps la coupe de France est maintenue, et le Racing bénéficie de permissions pour ses joueurs mobilisés. Ayant éliminé sur son passage le SO Cholet (8-0), le FC Sochaux (3-1) et le FC Rouen de Kimpton en demi (8-4), le tenant du titre est opposé, le 5 mai au Parc des Princes, à l'Olympique de Marseille, déjà cinq fois vainqueur de la compétition. Le Racing peut compter sur la présence de ses cinq naturalisés (les « Autrichiens » Hiden, Jordan et Hiltl, et les « Hongrois » Mathé et Weiskopf). En l'absence de Veinante, le capitaine, retenu sous l'uniforme, le brassard revient à René Roulier, 20 ans, attaquant sorti de l'école de formation. Ce dernier inscrit le but égalisateur et Mathé le but décisif. Les deux buts sont contestés par l'OM pour hors-jeu en vain ; le Racing remporte sa troisième coupe de France (2-1).

#### Années de parenthèse et retour du Racing des «Pieds noirs» (1940-1945)
Quelques jours plus tard, le 13 mai, l'offensive de Sedan entraîne l'« étrange défaite » française, et l'armée allemande occupe Paris le 13 juin. Le football passe au second plan. Le président du Racing Jean-Bernard Lévy, mort au combat quelques jours après la victoire en coupe de France, contribue jusqu'au bout à la pérennité de « son » club en lui léguant par testament une somme importante. Malgré les risques que cela suppose face à l'occupant antisémite, le Racing donne à la médaille d'or du club le nom de Jean-Bernard Levy. Son successeur est André Dehaye, ancien joueur des années 1920, devenu l'adjoint de Levy.
Certains joueurs (Raoul Diagne et Maurice Dupuis notamment) se replient à Toulouse, qui caracolera en tête du championnat de zone libre (deux fois deuxièmes et une fois premiers). En zone occupée, le Racing, qu'entraîne désormais l'ancien capitaine Veinante, végète dans le championnat de zone occupée : septième et dernier en 1941, quatrième sur neuf en 1942, septième sur seize en 1943. En 1943-1944, le régime de Vichy interdit le professionnalisme et organise un championnat entre sélections régionales. L'équipe professionnelle du RCP est mis en sommeil et certains de ses joueurs sont intégrés à l'équipe fédérale Paris-Capitale, avec d'autres éléments venus du Red Star ou encore du CA Paris. La libération de la France permet un certain retour à la normale.
Le championnat 1944-1945 reste perturbé par les conflits. Dans le groupe Nord, le Racing est dernier du classement au mois de janvier, mais le nouvel entraîneur Paul Baron, qui sort de plusieurs années sur le banc de l'AS Saint-Eugène à Alger et de la sélection de l'armée de l'air, dispose de relations qui lui permettent de renforcer sensiblement l'effectif. Marcel Salva, Jean-Claude Samuel et René Vidal, André Philippot et Pierre Ponsetti sont recrutés en Algérie : les « Pieds-Noirs » du Racing, auxquels s'ajoute Lucien Jasseron, venu du Havre, permettent au Racing de finir à la sixième place. Surtout, cette équipe profondément renouvelée s'exprime pleinement en coupe de France : 4-1 contre les Girondins de Bordeaux, 1-0 contre l'Arago Orléans, 2-1 contre l'OGC Nice, et le Racing se retrouve en finale, accueillant le Lille Olympique Sporting Club, tout juste né cette saison-là de la fusion des principaux clubs lillois. Le 6 mai, soit deux jours avant la capitulation allemande du 8 mai 1945, devant plus de 40 000 spectateurs à Colombes les « Pingouins » remportent la quatrième coupe de l'histoire du club après un match à sens unique (3-0), grâce à des buts de ses deux « pieds noirs » Philippot et Ponsetti, et un dernier d'Oscar Heisserer. Le RCP se hisse par la même occasion à la troisième place du palmarès de la Coupe de France, seulement devancé par Marseille (six victoires) et par son voisin parisien du Red Star (cinq).

#### Une nouvelle coupe pour le «tourbillon» parisien (1945-1949)
Malgré cette performance, le RC Paris ne parvient pas à se battre pour le titre en championnat, d'autant que certains de ses Pieds-Noirs préfèrent rentrer en Algérie. Huitième en 1945-1946, il tombe à la quinzième place en 1946-1947, à deux points du RC Lens relégué. Les nombreux internationaux de l'équipe se montrent incapables de maintenir le niveau de l'équipe sur la durée. Pourtant ils sont capables du meilleur, comme lorsqu'ils remportent leur première victoire amicale contre Arsenal en 1946 (2-1), un exploit réédité l'année suivante (4-3). En 1946 et 1948, le Racing subit par ailleurs la loi des Lillois revanchards en Coupe de France, au stade des quarts de finale, après des confrontations disputées,.
L'équipe est profondément modifiée par l'entraîneur Paul Baron. Organisée autour de joueurs expérimentés et renforcée de nombreux « titis » de région parisienne, elle pratique un jeu très offensif, parfois qualifié de « tourbillon »,. Les Parisiens remontent à la septième place en 1948 et à la sixième en 1949. Les Racingmen signent cette année-là leur retour en coupe de France. Eux qui n'ont plus dépassé les quarts de finale depuis 1945 élimine l'Arago d'Orléans en match d'appui, le SM Caen, Quevilly, Nîmes après prolongation, puis le FC Metz en demi-finale, en match d'appui. Le 8 mai 1949, la finale oppose de nouveau le Racing à Lille, son grand rival de ces dernières années, vainqueur de la Coupe les trois années précédentes. Dans un stade de Colombes plein (61 473 spectateurs, record d'affluence), les Racingmen (qui portent au bras un crêpe noir en hommage à leur ancien coéquipier Émile Bongiorni, disparu quatre jours plus tôt avec tout le Grande Torino dans le drame aérien de Superga) étrillent l'équipe lilloise avec une attaque plus percutante que jamais. Les jeunes Gabet et Quenolle inscrivent trois buts en première mi-temps, Vaast, écarté en cours de saison pour des raisons contractuelles, un quatrième ; le match s'achève sur le score de 5-2. Le Racing du capitaine Leduc, brillamment mené par Tessier, enlève ainsi sa cinquième coupe de France. Quelques jours plus tard, Lille perd le championnat après un match reporté de la dernière journée, devancé par le Stade de Reims qui entame ses meilleures années.

#### La finale malchanceuse de 1950 puis régression momentanée (1950-1954)

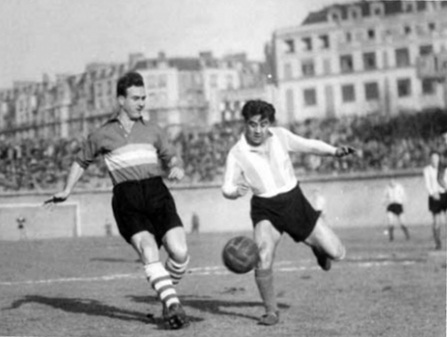
Match amical entre le Racing de Paris et le Racing Club de Avellaneda au Parc des Princes en 1950.

Si l'équipe déçoit encore en championnat en 1949-1950 (septième, à quinze points des Girondins de Bordeaux, champions pour la première fois), elle s'avance en tenant du titre confiant en coupe de France, en éliminant notamment Caen (2-0), Sète (5-2), Lille, de nouveau, en quart (2-0) et Nîmes en demi (3-0). Le Racing est considéré comme favori le 14 mai, jour de la finale à Colombes, car le Stade de Reims auquel il est opposé, s'il a remporté le championnat l'année précédente, dispute pour la première fois une finale de coupe, après avoir bénéficié d'un parcours relativement facile. Le record d'affluence (61 722 spectateurs) du stade Yves-du-Manoir est de nouveau battu, ainsi que celui de la recette (11 477 000 francs). Les Racingmen semblent bien mériter leur statut de favoris : la première période les voit dominer largement Reims et toucher deux fois les montants par Gudmundsson et Tessier. Le gardien adverse, Paul Sinibaldi, se dit après coup « ébloui » par cette « démonstration [...] éclatante. » La réussite fuit encore les Parisiens en 2e mi-temps quand le poteau sauve de nouveau Reims, puis quand Quenolle se voit refuser deux buts, pour hors-jeu et pour une charge sur Robert Jonquet discutée. La conclusion du match est cruelle : le jeune Francis Méano ouvre le score pour Reims, qui double la mise quelques instants plus tard. Le club champenois remporte une victoire dont Albert Batteux, le capitaine (et futur entraîneur rémois), confesse qu'elle est particulièrement chanceuse. Paul Baron et ses joueurs ne remportent pas la sixième coupe convoitée. Aucune ne s'y est depuis ajoutée.
Les saisons suivantes sont plus difficiles. Le Racing frôle la relégation en deuxième division en 1951 (treizième, à deux points du premier relégable Sète), en 1952 (quatorzième, à quatre points du premier relégable Marseille) et n'y échappe finalement pas en terminant en dix-septième position en 1953, malgré les neuf internationaux de son effectif (l'inter brésilien Yeso Amalfi, le gardien de but René Vignal, le demi Henri Arnaudeau, les anciens Roger Lamy et Roger Gabet, le Marocain Abderrahman Mahjoub ou encore le jeune buteur Thadée Cisowski). En coupe de France, le RCP n'y dépasse pas les quarts de finale entre 1950 et 1954. Cette régression est notamment vue comme la conséquence des changements tactiques décidés par Paul Baron, qui est finalement démis de ses fonctions d'entraîneur fin 1952, alors que le Racing est dernier du classement. Auguste Listello puis Jacquemet n'ayant pas su empêcher la relégation, l'ancienne vedette de l'équipe Gusti Jordan effectue son retour pour prendre en main l'équipe reléguée. Les Parisiens terminent troisièmes de deuxième division avant de prendre le dessus sur le Stade français en barrage de montée, au cours d'un derby joué dans une ambiance tendue : le Racing l'emporte de justesse à l'aller (2-1) puis assure un match nul 2-2 qualificatif à Colombes.
Grâce à la qualité de son effectif, le Racing peut compter sur un prestige toujours important, comme l'illustrent les nombreux matchs de gala auxquels prend part le club. En 1953-1954, plus de 60 000 spectateurs assistent notamment à la réception du Racing à White Hart Lane, le terrain des Londoniens de Tottenham.

#### Équipe spectaculaire, résultats frustrants (1954-1962)
Le groupe de Jordan, renforcé en défense par des joueurs du calibre des internationaux autrichien Ernst Happel et français André Jacowski et Roger Marche, revient progressivement aux avant-postes du football français, dominé alors par le Stade de Reims et Nice : huitièmes en 1955, sixièmes en 1956, les Parisiens sont quatrièmes à la fin de la saison 1956-1957. Ils bénéficient notamment de l'apport de leurs deux attaquants Pierre Grillet et, surtout, Thadée Cisowski qui termine meilleur buteur du championnat en 1956 avec 31 buts et en 1957 avec 33 buts,. En juin, le club organise la première édition du tournoi international de Paris pour son 25e anniversaire. La saison suivante est décevante : le RC Paris termine au neuvième rang et Auguste Jordan est remplacé en mars par Pierre Pibarot, l'ancien « tacticien » de l'équipe de France auprès de Gaston Barreau.
Avec ce nouvel entraîneur, le Racing vire en tête du championnat 1958-1959, mais une baisse de régime en fin de saison, provoquée notamment par les blessures de Grillet et Cisowski, conduit l'équipe à la troisième place, à sept points de l'OGC Nice. Le classement final est le même en 1959-1960, malgré un record historique de 118 buts inscrits dans la saison en première division. Le jeu ultra-offensif du Racing tire parti du réalisme de Cisowski (de nouveau meilleur buteur du championnat en 1959 avec 30 buts, et deuxième en 1960 avec 27 buts), mais aussi de la qualité de ses autres attaquants : Grillet, Pillard, Guillot, Ujlaki, Heutte, Tokpa, recruté pour la somme record de 26 millions de francs, ou encore Van Sam. Alimentés par des défenseurs et des demis de grande qualité, les attaquants permettent au Racing de terminer à plusieurs reprises à la première place des buts marqués (1956, 1959, 1960, 1961, 1962). Ce style offensif séduit les spectateurs du Parc des Princes qui, avec 20 000 personnes de moyenne à chaque match, est de loin le stade le plus fréquenté du pays. Le Racing est un monument de la capitale, soutenu par le RCF et ses nombreuses équipes d'amateurs et de jeunes (jusqu'à soixante-dix, dont quatorze équipes seniors).
Les Parisiens ne parviennent cependant pas à remporter le championnat, échouant tout près à deux reprises. En 1960-1961, ils sont à la lutte avec l'AS Monaco : devant jusqu'à Noël, les Ciel et Blanc sont ensuite distancés. Ils reviennent sur les Monégasques en fin de saison, les battant nettement à domicile à quatre journées de la fin (3-0). Mais à la dernière journée, un match nul au Havre combiné à une victoire de Monaco offre le titre au club de la principauté. Le scénario de la saison 1961-1962 est très différent mais tout aussi frustrant. Le Racing n'occupe jamais la première place mais reste embusqué jusqu'à la dernière journée, avant laquelle Nîmes devance Reims et le Racing d'un point. Les Nîmois s'inclinent en déplacement contre le Stade français (1-0) et le Racing l'emporte face à Monaco (2-1). Mais Reims s'impose dans le même temps face à Strasbourg, et largement (5-1). À égalité de points avec les Parisiens, les Rémois décrochent le titre selon la règle du goal average. Le ratio des buts marqués sur les buts encaissés est de 1,383 pour Reims contre 1,365 au Racing, soit un écart d'un seul but sur l'ensemble de la saison. Le Racing, champion à la mi-temps et pendant une partie de la seconde période, termine une nouvelle fois bredouille.
En 1960-1961, le Racing participe à l'éphémère Coupe anglo-franco-écossaise, perdant contre Newcastle 5-3 en score cumulé.

### La chute et le retour à l'amateurisme (1962-1982)

#### Descente en deuxième division et fin du professionnalisme (1962-1966)
Après avoir à deux reprises effleuré le titre, le Racing est entraîné dans une chute vertigineuse. Les Parisiens, marqués par ce double échec et affaiblis par l'âge grandissant de ses joueurs vedettes (Marche, Ujlaki, Marcel, Mahjoub, etc.), ne terminent qu'au dixième rang en 1963 malgré une attaque encore efficace (la meilleure du championnat avec 80 buts). Le remplacement de Pierre Pibarot à la tête de l'équipe par André Jeampierre, un fidèle du club, est censé redynamiser l'équipe. La saison 1963-1964 démarre sous de bons auspices, le RC Paris étant invité à participer à la coupe des villes de foires, l'ancêtre de la Coupe UEFA. Mais les Parisiens ne peuvent rien faire face au Rapid Vienne de Gerhard Hanappi, vainqueur des deux rencontres. Comme trop souvent, le Racing se montre brillant en attaque mais trop désorganisé en défense. Le même travers se confirme en championnat : une nouvelle fois parmi les meilleures attaques, le Racing souffre de la plus mauvaise défense du championnat, ce qui lui coûte finalement sa place en première division. Le trio de relégués est cette saison formé de l'élite nationale de la décennie précédente, le Racing étant accompagné par Reims et Nice.
Le Racing ne se remet pas de cette mésaventure aussi aisément qu'en 1953. Ses meilleurs joueurs partent vers d'autres cieux (Heutte, Ujlaki, Magny en 1964, Van Sam l'année suivante). En 1965, les Parisiens finissent douzièmes sur seize en D2, et en 1966, dix-septièmes sur dix-neuf. La situation financière du club s'est gravement et rapidement détériorée, les affluences étant en chute libre (environ 6 600 de moyenne en 1964-1965 et 4 300 en 1965-1966, contre 16 500 l'année de la relégation).
Pour sauver le statut professionnel du Racing, le président Dehaye trouve au printemps 1966 un accord avec l'UA Sedan-Torcy en vue d'une fusion, prévoyant notamment de jouer les rencontres à domicile alternativement à Paris et Sedan. Plusieurs facteurs empêchent le projet : les règlements n'autorisant pas la possibilité de jouer alternativement dans deux stades, l'opposition de la fédération, et l'impossibilité pour deux clubs de ligues régionales distinctes de fusionner. Malgré tout, le président du Racing entre au comité directeur de l'UA Sedan-Torcy, prestement renommée « RC Paris-Sedan ». Même si plusieurs joueurs parisiens suivent leur ancien président, le club sedanais n'a de parisien que le nom et ne doit ses résultats qu'à lui, avec notamment une cinquième place en 1967 puis un podium en 1970, saison à la fin de laquelle il retrouve un nom plus approprié : Club sportif Sedan Ardennes.

#### Quinze ans parmi les amateurs (1967-1982)
En 1966, le club de football abandonne le professionnalisme et repasse sous l'égide du Racing Club de France dès le mois de juillet. L'effectif professionnel est dispersé : Biancheri arrête, Grizzetti, Duffez, Lopez, Kraft, Kula, Salaber partent. L'équipe première, qui n'a pas fusionné avec celle de Sedan contrairement au souhait de son ancien président, repart en championnat de France amateur, le troisième échelon du football français. L'équipe réserve, qui évoluait encore en CFA deux ans plus tôt, doit abandonner sa place en DH de Paris, le premier niveau régional. Affaibli par le départ massif de ses joueurs, le Racing termine 11e du groupe Est, et se trouve relégué en DH. Le Racing est à reconstruire.
Pour sa troisième saison en Division d'honneur de Paris, en 1970, le Racing, renforcé par le retour de Heutte, termine deuxième derrière la réserve du Red Star et peut ainsi remonter en CFA, devenu Division 3 à la faveur de l'élargissement des championnats nationaux. Le championnat de D2, élargi à trois poules de dix-huit clubs, devient « open » ; le Racing y postule pour la saison 1970-1971, mais n'est pas retenu. Les Parisiens échouent à monter en D2 en 1971, distancés par Cuiseaux-Louhans, avant de connaître une catastrophique saison qui les voit redescendre en DH en 1972. Ils remportent le titre de champion de Paris la saison suivante, au cours de laquelle ils ne sont éliminés qu'en 16e de finale de coupe de France par le futur vainqueur, l'Olympique lyonnais ; puis font de nouveau l'ascenseur en 1974.
Bloqué en DH, le RCF entame des négociations en vue d'une fusion avec le Paris FC (en 1974) et avec le Paris Saint-Germain (en 1977), sans résultat. Deuxième de DH en 1978 derrière la réserve du Red Star, le Racing est promu avec la majorité de ses concurrents dans le championnat de Division 4 créé cette année-là ; mais le malheur des Audoniens, qui déposent le bilan en fin de saison, fait le bonheur des « Ciel et blanc » qui les remplacent finalement dans le groupe Ouest de la D3. Le Racing y demeure dès lors et ambitionne de retrouver le professionnalisme, comme le symbolise en 1981 le retour au nom de ses plus belles heures : « Racing Club Paris ». Malgré le renfort de l'international Jean-Michel Larqué en fin de carrière en 1980, les Parisiens peinent pourtant à se mêler à la lutte pour la promotion, décrochée respectivement par Le Havre AC, le SM Caen, Fontainebleau puis le Red Star, vite revenu de DH. Seule consolation, le sommet de la saison 1981-1982 en 32e de finale de coupe de France : le RCP affronte l'AS Saint-Étienne au Parc des Princes devant 20 000 spectateurs. Larqué,joueur, ne peut empêcher la victoire sèche de son ancien club (0-3).

### Les années Lagardère (1982-1989)

#### Le RP1, la fusion et le retour en D1 (1982-1984)
En 1982, l'homme d'affaires Jean-Luc Lagardère décide d'investir dans le football dans le but de monter un second grand club à Paris aux côtés du Paris SG, membre de l'élite depuis 1974. Il pense d'abord à une fusion du Racing et du Paris FC, qui évolue en D2, mais en l'absence d'informations précises sur les finances du PFC, les dirigeants du Racing Club de France refusent. Lagardère rachète alors seul le Paris FC, qui accuse une dette de plus de quatre millions de francs, le rebaptise « Racing Paris 1 » et lui donne les mêmes couleurs bleu ciel et blanc de son voisin, avec l'accord de ses dirigeants. Lagardère obtient surtout de ces derniers qu'en cas de maintien du RP1 en D2, les deux clubs pourront fusionner. Ce qui ne manque pas d'arriver : l'équipe première du RP1, en D2, est rattachée au Racing, tandis que la réserve et les équipes de jeunes de l'ex-Paris FC sont renvoyées en quatrième division, sous le nom de Paris FC 83.
Les objectifs sont ambitieux, mais leur réalisation passe par une promotion dans l'élite. Lagardère injecte les fonds nécessaires au recrutement de joueurs confirmés en 1982 et 1983, comme le gardien Bas, les défenseurs Renaut et Zvunka, l'Argentin Noguès (qui ne reste qu'un an) et surtout l'international algérien Rabah Madjer, prometteuse vedette débarquée d'Algérie. Alain de Martigny est l'entraîneur de l'équipe. La montée est acquise en 1984, au cours d'une phase de barrage qui oppose d'abord le RCP à Lyon (3-1ap à Colombes), puis à Nice : les Aiglons remportent le match aller au stade du Ray (2-0), et marquent les premiers à Colombes au retour. Le match est alors interrompu par un orage et doit être rejoué : les Niçois marquent une nouvelle fois en début de match, mais le Racing, devant 30 000 spectateurs, marque trois buts en fin de rencontre et égalise sur l'ensemble des deux matchs. La règle du but à l’extérieur aurait été défavorable aux Parisiens, mais elle n'est exceptionnellement pas appliquée cette saison-là. Les deux équipes jouent donc une prolongation au cours de laquelle les locaux frappent de nouveau deux fois : leur victoire (5-1ap) les qualifie pour un troisième tour face à Saint-Étienne. À domicile devant 40 000 supporters, les Racingmen ne parviennent pas à s'imposer, mais à Geoffroy-Guichard, ils créent la surprise, arrachent leur ticket en D1 et envoient les Verts en D2 (0-2).

#### Les fastes de Matra (1984-1989)

Logo de l'entreprise Matra.
Un des logos du Racing sous l'ère Matra.

Alors qu'il partage désormais le Parc des Princes avec le PSG, le Racing nourrit des ambitions importantes. De nouveau renforcée pour la saison 1984-1985, avec l'attaquant Pierre Sither et le défenseur international Philippe Mahut notamment, l'équipe termine en queue de classement, malgré le remplacement d'Alain de Martigny en cours de saison par son joueur Victor Zvunka. Malgré la relégation, Lagardère fait un nouvel effort de recrutement avec l'arrivée des internationaux Eugène Kabongo et Maxime Bossis.
L'équipe du Racing, désormais dirigée par René Hauss, remporte le titre de champion de deuxième division en 1985-1986, confortant ainsi les options de Lagardère. Pour la remontée dans l'élite, les recrutements sont particulièrement clinquants avec les internationaux uruguayen Enzo Francescoli, allemand Pierre Littbarski, français Thierry Tusseau et Luis Fernandez, joueur emblématique du Paris SG débauché à prix d'or. Pourtant la mayonnaise prend mal et les résultats sont décevants au regard des investissements consentis, puisque le RCP n'est que treizième.
Lagardère, bien décidé à mener son club en coupe d'Europe, attire en 1987 l'entraîneur portugais Artur Jorge, tout juste auréolé par sa victoire en coupe d'Europe avec le FC Porto. Il complète son groupe avec Gérard Buscher, international français, et Pascal Olmeta. Par ailleurs, après un lobbying auprès des autorités fédérales, celles-ci autorisent Jean-Luc Lagardère, malgré le règlement, à ajouter une marque commerciale au nom du club : le Racing devient « Matra Racing ». Les résultats semblent alors enfin suivre lors de la saison 1987-1988 : le Racing se hisse sur le podium à la mi-saison. Affecté par des problèmes personnels, Artur Jorge voit son équipe perdre pied en fin de saison (elle ne remporte pas une seule victoire au cours des douze dernières journées) et terminer à une décevante septième place. Le public, modérément euphorique dans le creux de l'hiver (26 290 spectateurs contre Bordeaux) déserte le Parc des Princes au printemps avec des affluences inférieures à 7 000 spectateurs. Malgré ses investissements, Lagardère n'a pas obtenu les résultats escomptés et n'est pas parvenu à recruter un public.
La saison 1988-1989 sonne la fin des illusions de Lagardère. L'équipe fait un parcours en bas de tableau et ne se sauve de la relégation qu'à la différence de buts aux dépens de Strasbourg. Las de ces échecs, du manque de soutien du public et des critiques des journalistes envers ceux qu'ils surnomment les « matraciens », un surnom partagé avec les autres salariés du groupe Matra, Lagardère annonce dès le mois d'avril qu'il se désengage. Privé de son mécène, le club redevient « Racing Paris 1 » et doit vendre ses principaux joueurs pour assurer son équilibre financier. La page Matra se tourne sur un échec, marqué par 300 millions de francs investis en pure perte.

### Retour parmi le monde amateur (depuis 1989)

#### Derniers feux du professionnalisme (1989-1992)
Lagardère laisse le Racing dans une situation difficile : l'effectif est amputé de ses éléments-clés, et après qu'une nouvelle fusion eut été évoquée, avec le RC Lens cette fois, c'est avec une équipe composée pour l'essentiel par de jeunes joueurs, parmi lesquels on compte Jean-Louis Lima, David Ginola ou encore Stéphane Blondeau, que le nouvel entraîneur Henryk Kasperczak a pour mission de maintenir le club en D1. Rebaptisée Racing Paris 1, le premier nom du club de Lagardère, et évoluant sans sponsor maillot à la suite du retrait de Matra, l'équipe termine finalement dix-neuvième, ne précédant au classement que le FC Mulhouse, à un point de la dix-huitième place qualificative pour des barrages occupée par Nice.
Malgré ce parcours sans surprise en championnat, le Racing crée la sensation en coupe de France. Absent des derniers tours depuis des années, et quarante et un ans après la dernière victoire en coupe, le club parvient en quart de finale et élimine les Girondins de Bordeaux (1-1, 5-4 tab), deuxièmes du championnat. En demi-finale, le Racing élimine l'Olympique de Marseille de Bernard Tapie, champion de France pour la seconde année consécutive et récent demi-finaliste de coupe d'Europe : au stade Vélodrome, les Racingmen déjà relégués reviennent deux fois au score et arrachent la qualification en toute fin de match (2-3). L'équipe semble décidée à oublier son triste sort et crée un courant de sympathie, qui ne l'empêche pas de perdre face à Montpellier : Laurent Blanc ouvre le score en prolongation (101e) et Kader Ferhaoui double la mise (108e), avant que David Ginola ne réduise le score (109e) sans parvenir à inverser la tendance.
La relégation en D2 est finalement aggravée en raison de la situation financière du club : la mairie de Paris refusant de subventionner le Racing, et aucun partenaire ne se manifestant, le président Jean-Louis Piette fait face à un risque important de faillite. Incapable de financer une saison en D2, il demande la rétrogradation du Racing en troisième division, mais obtient une dérogation pour en conserver le statut professionnel.
Replié sur son terrain historique de Colombes, le RCP repart en D3. Financièrement en difficulté, il trouve en 1991 un accord de subvention avec le Conseil général des Hauts-de-Seine, et tente de se relancer en tant que « Racing 92 ». Mais les espoirs de retour en deuxième division sont bientôt déçus. Le club doit abandonner son statut professionnel en 1992.

#### Le mirage du Stade de France (1992-2005)
La réorganisation des championnats nationaux en 1993 rétrograde le Racing en National 2, quatrième échelon du football français. Le club obtient la montée dès la saison 1993-1994 en remportant un barrage contre SC Schiltigheim, et parvient cette même saison en quart de finale de coupe de France, où il est battu par Auxerre (2-1) après avoir mené au score. Mais le Racing termine dernier de National 1 en 1994-1995 et se trouve relégué. Le Racing Club de France, qui aide financièrement le club de football, exige que ce dernier repasse sous sa responsabilité : le Racing 92 est rebaptisé « Racing Club de France 92 » et l'ancien joueur Claude Buzier en devient président.
Se pose à cette époque la question du futur club résident au Stade de France, à la suite du refus du Paris Saint-Germain de le devenir. Alain Afflelou approche le club en ce sens en 1996, en devient même le sponsor, avant de jeter son dévolu sur l'US Créteil. Le Racing retrouve le National en 1997 et dispute la montée en D2 en 1998-1999, échouant à quelques points près.
Alors que l'intérêt du club omnisports semble faiblir, un repreneur ambitieux se manifeste, Gilles Dumas, qui redonne au club le nom de « Racing Club de Paris » et en augmente considérablement le budget grâce à des sponsors de poids. Le Racing foule même la pelouse du Stade de France à l'occasion d'un match de coupe de France contre Monaco, retransmis à la télévision. Mais en championnat, l'équipe ne suit pas et se retrouve à lutter pour le maintien en 2001-2002 : sauvée sur le terrain, elle est reléguée administrativement en CFA sur décision de la DNCG, en raison de sa mauvaise situation financière.
Sous la présidence de Denis-Marie Cintura, un homme lié au FC Nantes, le « Racing Club de France 92 », parvient à obtenir la promotion en National dès 2003, mais sa situation financière le contraint à demeurer en CFA. Il est finalement promu en 2004, mais plonge bientôt dans une nouvelle crise financière. Sous la pression du RCF, le président Cintura revend la section football à des investisseurs suisses représentés par Raymond Jeanrenaud. L'équipe joue alors les premiers rôles en National, s'invitant plusieurs fois dans le trio de tête, mais elle termine la saison à la sixième place. Financièrement à la dérive, la SASP est placée en situation de redressement judiciaire et mis en liquidation.

#### La survie dans l'ombre (2005-2018)

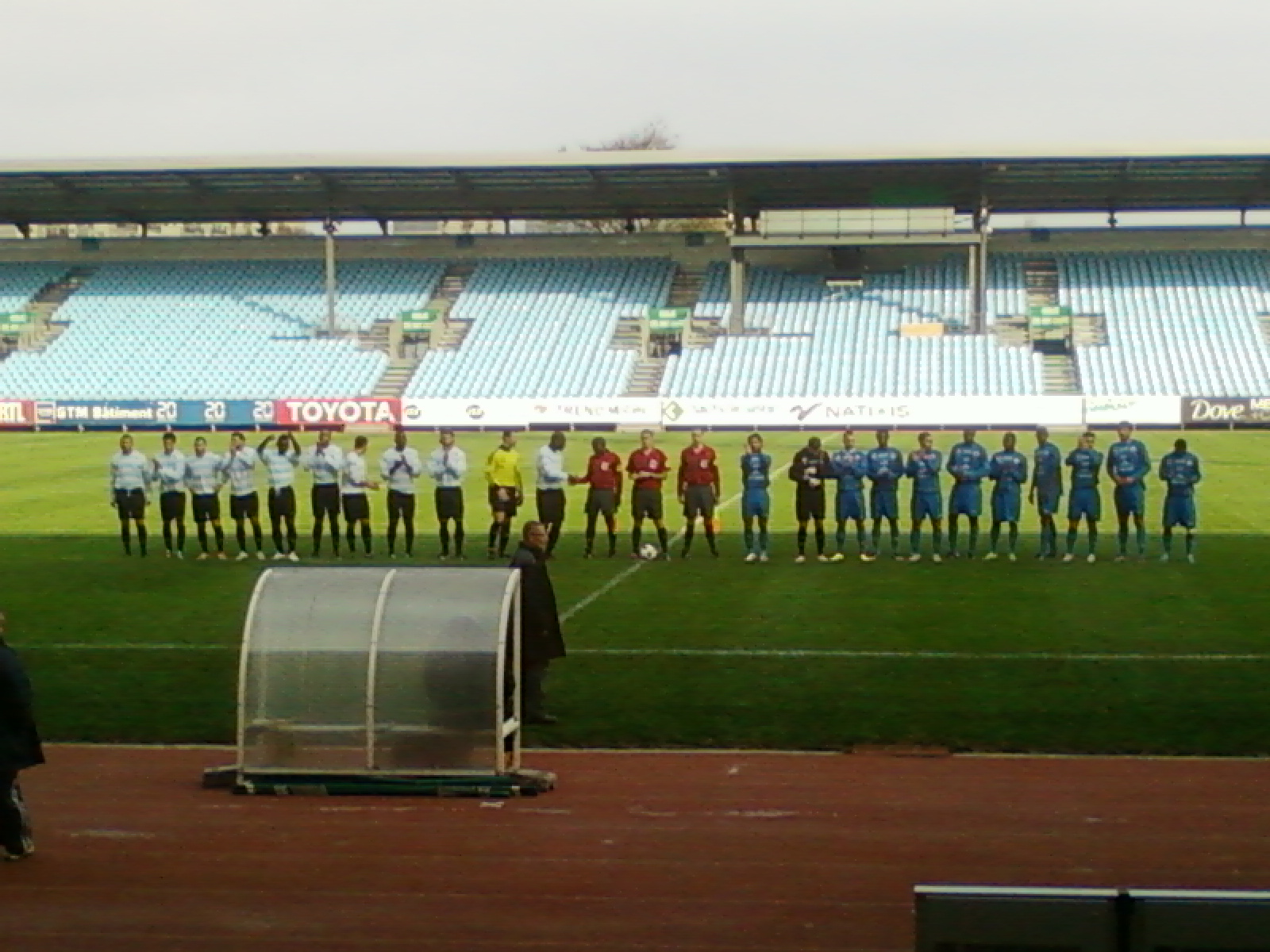
Présentation de l'équipe (à gauche) en 2011 au stade olympique Yves-du-Manoir de Colombes.

La section football repasse alors sous tutelle du RCF. Reléguée d'abord en division d'honneur, elle obtient finalement sur une décision du tribunal administratif sa réintégration en CFA, alors que la saison a déjà commencé. L'équipe n'y est pas préparée et ne peut éviter la relégation en CFA2. Remonté la saison suivante, alors que le Racing Club de France connaît à son tour de graves déboires, le Racing est repris sous forme de SASP par Marc Eisenberg en 2007, mais ce dernier quitte le club après quelques mois et le laisse de nouveau dans la difficulté : une décision de rétrogradation prise par la DNCG est annulée en appel. Le Racing est donc maintenu en CFA, dans une situation financière précaire (la masse salariale est encadrée par la DNCG), alors que le RCF semble décidé à s'en séparer. Des repreneurs se manifestent d'ailleurs, comme l'homme d'affaires Georgios Kintis, mais sans résultat.
À la suite de ces soucis financiers, le Racing se rapproche du Levallois Sporting Club et crée en 2009 le Racing Club de France-Levallois 92, étiquette sous laquelle sont fusionnées notamment les équipes fanion. Malgré ce rapprochement et un train de vie réduit, le club subit encore des problèmes financiers durant la saison 2009-2010, où les salaires du mois de mars ne sont pas versés. De possibles investisseurs sont attendus pour remettre le club en bon état. Le Racing ne trouve pas les fonds nécessaires afin de rester en CFA et la DNCG envoie ce club historique en CFA2 pour la saison 2010-2011. En juin 2011, on apprend qu'il manquerait 180 000 € au club pour continuer à exister et éviter un dépôt de bilan. Le club reste tout de même en CFA2 pour la saison 2011-2012, et voit un nouveau président nommé à sa tête : Hervé Street, PDG de Stars Service. En mai 2012, Levallois stoppe son partenariat avec le Racing. De ce fait, le club, qui recevait une subvention annuelle d'environ 175 000 €, doit trouver des nouveaux moyens financiers pour continuer à exister.

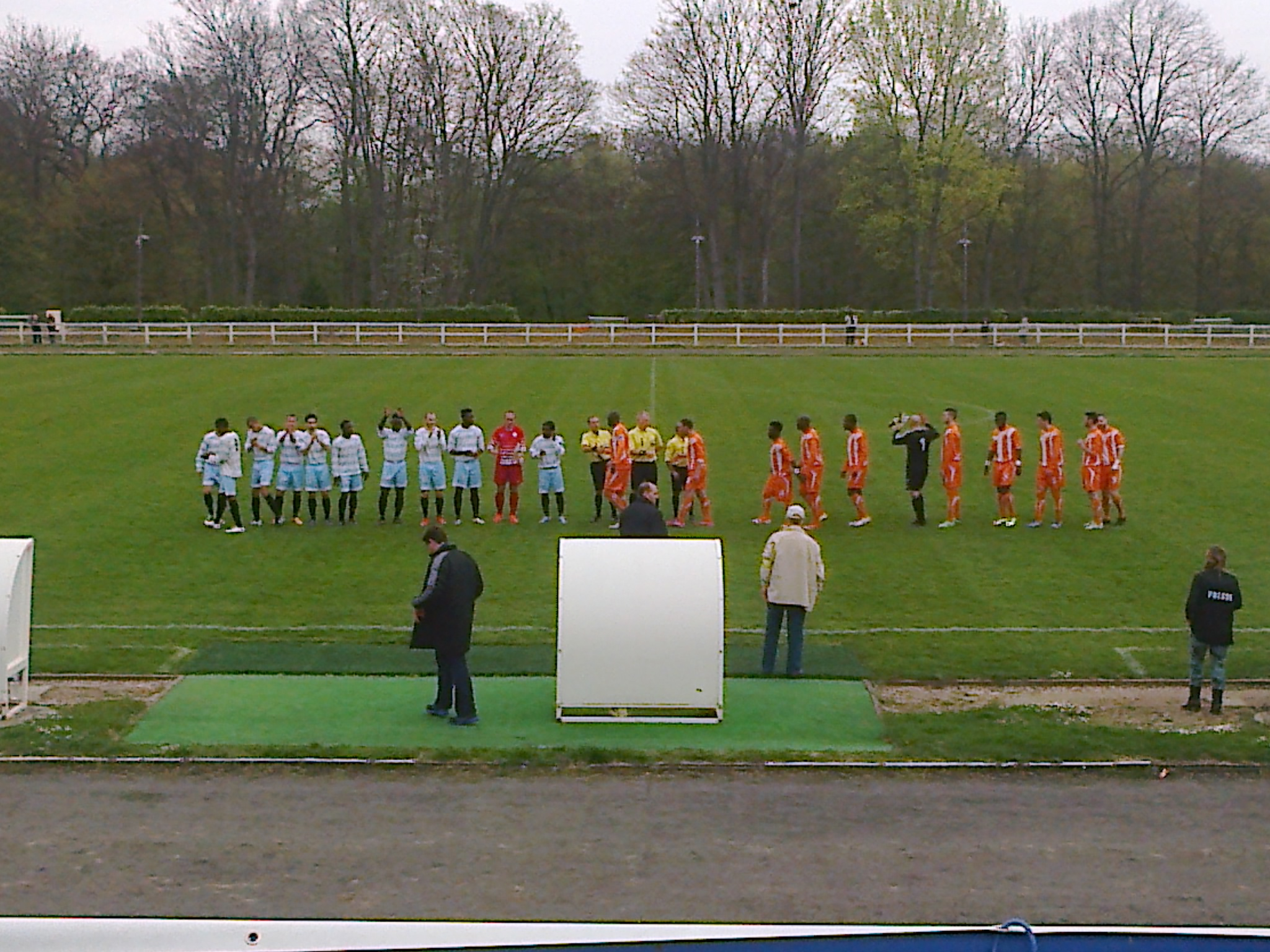
Le Racing en Division d'Honneur, à gauche, lors du match contre l'ACBB football, le 30 mars 2014 au complexe sportif intercommunal Marcel Bec de Meudon.

À la suite de la rupture avec Levallois, le Racing Club de France, dont le club de football est indépendant depuis 2007 mais dont il reste une « activité partenaire », communique le plan « Racing 2015 ». La section football, revenue à l'équilibre financier, se lie avec la mairie de Colombes, où se situe le stade Yves-du-Manoir, et en ajoute le patronyme dans le nom du club. Au niveau sportif, le club annonce notamment vouloir renforcer encore son école de formation, vue comme le « socle du club », ramener dans un premier temps l'équipe fanion en championnat National, créer une section féminine, tout en maintenant le caractère social de son association support. Malheureusement, le club passe une grande partie de la saison en zone rouge, termine 12e, et se retrouve relégué en DH à l'issue de la saison. C'est une première depuis la saison 1977-1978.
Le club va passer quatre (difficiles) saisons à ce niveau, avant de profiter à la fin de la saison 2016-2017 de la réforme des championnats nationaux pour remonter en National 3 (ex-CFA 2). Malgré un statut de petit poucet (le club est le dernier promu de la poule Ile de France), le Racing pointe à la 10e place à mi-saison.

#### L'ère Patrick Norbert (2018-)
Début février 2018, Patrick Norbert, ancien acteur et ancien président du SCO Angers, remplace Hervé Street au poste de président du Racing. Le club parvient à se maintenir à la dernière journée, il termine 11e et premier non relégable.
La saison 2018-2019 est celle de la nouveauté : Guillaume Norbert, le fils du président devient manager général à la place de Azzedine Meguellatti. Abdellah Mourine, ancien entraîneur d'Aubervilliers devient le nouvel entraîneur. Plusieurs joueurs arrivent du niveau supérieur. L'objectif est un maintien serein. Le club finit finalement à la 4e place et joua même la montée en National 2.
Pour la saison 2019-2020, Guillaume Norbert devient l'entraineur, mais le championnat est arrêté à la 18e journée en raison de la pandémie de Covid-19. Le Racing est 5ème du championnat. La saison suivante est elle aussi arrêtée, dès la 6e journée, alors que le Racing était leader. Le club confirme lors de la saison 2021-2022, en étant confortablement leader fin avril, et donc favori pour monter en National 2, ce qui serait une première depuis 2013.
Les Racingmen ont assuré la première place du championnat de National 3 à quatre journées de la fin et le titre honorifique de Champion de National 3 de la poule Île-de-France. Ils évolueront donc en National 2 (4ème division) pour la saison 2022-2023, douze ans après leur rétrogradation en cinquième division.
Les Racingmen entament parfaitement leur championnat en s'installant rapidement dans les places de tête. Grâce à leur excellente première partie de saison, les hommes de Guillaume Norbert occupent la première place de leur poule de National 2 a la trêve et termine second de l'exercice derrière le FC Rouen.
En janvier 2024, le club reçoit en 16e de finale de la Coupe de France le LOSC Lille au stade Walter-Luzi de Chambly, le stade Yves-du-Manoir étant en rénovation en prévision des Jeux olympiques d'été de 2024 à venir. Le Racing s'incline 1-0 contre les Nordistes sans avoir démérité.

## Palmarès et résultats

### Palmarès
Le Racing compte trente saisons en première division du championnat de France et six en deuxième division. Ses titres majeurs sont remportés sur une quinzaine de saisons : le Championnat de France en 1936, et la Coupe de France en 1936, 1939, 1940, 1945 et 1949.
| Compétitions nationales | Compétitions nationales disparues |
| --- | --- |
| - Championnat de France (1) - Champion : 1936 - Vice-champion : 1961 et 1962 - Coupe de France (5) - Vainqueur : 1936, 1939, 1940, 1945 et 1949 - Finaliste : 1930, 1950 et 1990 - Championnat de France D2 (1) - Champion : 1986 - Championnat de France D4 - Vainqueur de groupe : 2004 - Championnat de France D5 - Vainqueur de groupe : 2007 et 2022 | - Championnat de France USFSA (1894-1919) (1) - Champion : 1907 - Vice-champion : 1902, 1903, 1908 et 1911 - Coupe Dewar (1899-1916) (4) - Vainqueur : 1905, 1906, 1907 et 1912 - Finaliste : 1904 - Championnat de France amateurs (1935-1971) - Vainqueur de groupe : 1944 |
| Compétitions régionales | Compétitions régionales disparues |
| - Division d'Honneur Paris Île-de-France (3) - Champion : 1931, 1932 et 1973 | - Championnat de Paris USFSA (6) - Champion : 1902, 1903, 1907, 1908, 1911 et 1919 |

Par ailleurs, le Racing remporte à quatre reprises la Coupe Sheriff Dewar (1905, 1906, 1907 et 1912), une compétition annuelle créée en 1899 en réaction à la Coupe Manier qui était réservée aux clubs n'alignant pas plus de trois joueurs étrangers.
Dans les années 1950, le club remporte à deux reprises (en 1958 et 1959) le Tournoi international de Paris, un tournoi à quatre équipes relativement prestigieux qu'il organise de 1957 à 1966.
Par ailleurs, la vocation de formation du Racing se traduit chez les jeunes par deux victoires en Coupe Gambardella, la coupe nationale des moins de 19 ans, en 1959 et 1987. Le club est également vice-champion de France des moins de 15 ans en 1995.

### Parcours européen
Vice-champion de France en 1961 et 1962, le Racing est invité en 1963 à être le représentant français en Coupe des villes de foires, l'ancêtre de la Ligue Europa. Opposé au Rapid Vienne, demi-finaliste de la Coupe des clubs champions européens en 1961, le Racing s'incline à l'aller, en Autriche, sur un but en toute fin de match. Au retour à Paris, il ouvre la marque par Guy Van Sam mais encaisse rapidement trois buts. La réduction du score d'Abderrahman Mahjoub n'y change rien, le Racing est éliminé dès le premier tour. Les Autrichiens sont éliminés au tour suivant par les Espagnols du Valence CF, futur finaliste.
| Entraîneur :  |
| Robert Körner |

| Entraîneur :     |
| André Jeampierre |

| Entraîneur :  |
| Robert Körner |

| Entraîneur :     |
| André Jeampierre |

| Entraîneur :     |
| André Jeampierre |

| Entraîneur :  |
| Robert Körner |

| Entraîneur :     |
| André Jeampierre |

| Entraîneur :  |
| Robert Körner |

Cette double confrontation est la première, et à ce jour la seule, apparition du club en compétition européenne.

## Identité du club

### Couleurs et surnoms
Le club omnisports « Racing Club » adopte deux ans après sa création en 1884 les couleurs ciel et blanc, qui sont reprises logiquement par la section football en 1896. Georges de Saint-Clair, un des fondateurs du club, aurait précisé qu'elles faisaient référence à celles de la Grèce, mais il se pourrait qu'elles soient simplement un hommage à l'Université de Cambridge, un modèle pour les pionniers du sport en France. L'utilisation de l'anglais dans la dénomination du club n'est d'ailleurs pas un hasard, alors qu'à la même époque est fondé à Paris le Stade français.
Les Racingmen de la grande époque du Racing Club de Paris sont surnommés les « Pingouins ». Ce surnom est en usage depuis au moins 1934. Lors de la finale de Coupe de France disputée à Colombes en mai 1939, le directeur sportif parisien Marcel Galay va chercher un véritable pingouin au zoo de Vincennes, qu'il accompagne jusqu'au stade en taxi afin de faire un tour d'honneur avec les joueurs. On ne sait pas avec certitude l'origine de ce surnom, sinon que les « pingouins » sont dans le monde rugbystique un sobriquet donné aux footballeurs, qui ne se servent pas de leurs bras. La rivalité avec la section rugby du Racing, la première des deux à s'être imposée au plus haut niveau national, pourrait donc être à l'origine de ce surnom. Les footballeurs du Racing le partagent avec ceux du FC Libourne, basé dans une terre traditionnellement acquise au rugby.

### Logos
Le blason ou écusson, aujourd'hui appelé logo, reprend les couleurs « Ciel et Blanc » du club omnisports Racing Club de France.

Blason et/ou écusson au pingouin dans les années 30.
Logo du club dans les années 50 et 60.
Logo entre 1981 et 1984 lors du rachat du club par Jean-Luc Lagardère et reprise du nom Racing Club de Paris.
Logo de 1984 à 1986 sous l'ère Matra lors du rachat du club.
Second logo sous l'ère Matra où le club prend le nom de Matra Racing de Paris entre 1986 et 1989.
Logo du club entre 1989 et 1991.
Logo du club entre 1995 et 1999.
Logo du club entre 1999 et 2005.
Logo du club à partir de 2005. Retour dans le giron du Racing Club de France.
Logo du club dans les années 2010.
Logo du club entre 2018 et 2022.
Logo actuel reprenant celui du club omnisports du Racing Club de France.

### Homonymes

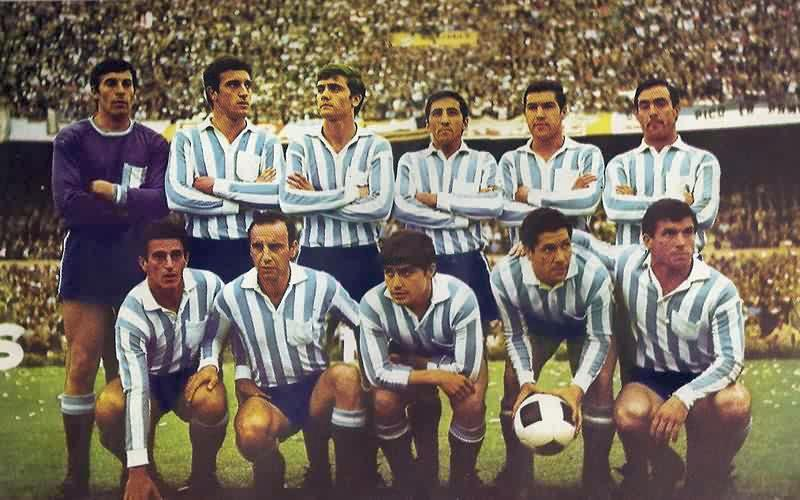
Le Racing Club argentin, vainqueur de la Coupe intercontinentale en 1967.

En 1903, des étudiants de Buenos Aires fondent un nouveau club à Avellaneda qu'ils baptisent « Racing Club ». Le nom est une référence au Racing, vice-champion de France en 1902, dont le nom apparaît dans une revue appartenant à l'un des fondateurs du club argentin, Germán Vidaillac, d'origine française. Quelques années plus tard, les Argentins optent à leur tour pour les couleurs ciel et blanc, mais le font en hommage à leur drapeau et non au club parisien. De multiples fois champion d'Argentine, le Racing Club d'Avellaneda remporte surtout en 1967 la Coupe intercontinentale.
En France, le Racing Club de Lens et le Racing Club de Strasbourg s'appellent ainsi en référence au club parisien. Le club strasbourgeois, créé en 1906, choisit d'adopter la dénomination du « plus prestigieux club français » en 1919 alors que l'Alsace vient de retrouver la France après la guerre.
Il est à noter que malgré son origine, l'expression « Racing Club » est utilisée essentiellement dans les pays non anglophones : francophones (RC Lens, RC Strasbourg, RC Narbonne, Royal Racing Club de Bruxelles, Racing Malines, Racing Club de Bobo, etc.) ou hispanophones (Racing Club de Avellaneda, Racing Club de Montevideo, Racing de Santander, etc.). De fait en Angleterre, le terme Racing fait référence à la course (qu'elle soit automobile, cycliste, à cheval ou bien à pied), et non au football. Pour ce qui est du Racing Club de France, le choix du nom était tout à fait naturel, puisqu'à l'origine ce club était un cercle d'athlétisme qui pratiquait en particulier des épreuves de course à pied.

### Style de jeu
Il est difficile de considérer que le Racing a pu cultiver au cours de son histoire un style de jeu particulier. Toutefois, dans les années 1930 à 1960, alors que son équipe fait partie des meilleures du pays, le Racing Club de Paris conserve certains aspects typiques : de nombreuses vedettes et joueurs internationaux, notamment français ; un style de jeu brillant et offensif, au point d'être parfois jugé trop risqué par certains observateurs ; des résultats en dents de scie contrariant quasi-systématiquement ses ambitions en championnat. Au cours des années 1980 du Racing de Matra et Lagardère, on retrouve deux de ces trois aspects : la qualité des joueurs recrutés et l'inconstance de ses résultats.

## Personnalités du club

### Historique des présidents
| Période   | Nom                 |
| --------- | ------------------- |
| 1929-1940 | Jean-Bernard Lévy   |
| 1940-1966 | André Dehaye        |
| 1983-1989 | Jean-Luc Lagardère  |
| 1989-1995 | Jean-Louis Piette   |
| 1999-2002 | Gilles Dumas (SASP) |
| 2002-2004 | Denis-Marie Cintura |
| 2004-2005 | Raymond Jeanrenaud  |
| 2007-2008 | Marc Eisenberg      |
| 2008-2010 | Bruno Texier        |
| 2010-2011 | Denis Marsault      |

| Période         | Nom                |
| --------------- | ------------------ |
| 1966-?          | Alain Danet (RCF)  |
| ?-1983          | Roger Ménard (RCF) |
| 1995-1999       | Claude Buzier      |
| avant 2005-2011 | Jean-Michel Jaquot |
| 2011-2018       | Hervé Street       |
| 2018-           | Patrick Norbert    |

Jusqu'à la fin des années 1920, le club de football est dirigé en tant que section comme une autre du Racing Club de France. En 1929, Jean-Bernard Lévy, 29 ans, devient le président de la section football. Passionné, il est un promoteur de la mise en place du championnat professionnel, au contraire des dirigeants du club omnisports. Il crée donc le RC Paris, un club professionnel lié au RC de France mais qui n'en reste pas moins relativement autonome. N'hésitant pas à investir financièrement, il permet au Racing de remporter un titre de champion et trois coupes de France entre 1936 et 1940. Mobilisé au début de la seconde guerre mondiale, il meurt au combat en 1940. Il lègue au club une somme importante, nouvelle preuve de son attachement au club. Il est secondé pendant ces années par un directeur sportif, Victor Mestre, réputé proche des joueurs.
André Dehaye, ancien joueur du RCF dans les années 1920 et adjoint de Lévy, le remplace. Il s'assure de la survie du RCP pendant la guerre et le mène à deux nouvelles victoires en Coupe de France, en 1945 et 1949. Malgré des investissements importants, les résultats sont moins bons dans les années 1950 et la situation financière du club se détériore. En 1966, il ne voit d'autre solution pour sauver le club qu'une fusion avec l'UA Sedan-Torcy, pourtant distant de plus de 200 km. Il en intègre la direction en 1966 et le fait renommer temporairement RCP-Sedan, tandis que le RC Paris, qui a perdu son statut professionnel, est repris par le RC de France.
Redevenu une simple section football du RCF amateur, le club est dirigé successivement par Alain Danet et Roger Ménard, membres du comité directeur du Racing Club de France.
L'industriel Jean-Luc Lagardère, président du groupe Matra depuis 1977, fait part de son ambition de faire revivre le « grand » Racing. Il reprend en 1982 le Paris FC en Division 2 et s'accorde avec les dirigeants du Racing pour y fusionner l'équipe professionnelle du PFC, rebaptisée Racing Paris 1. Le nouveau club fait son retour dans l'élite, tandis que les investissements énormes de l'ambitieux président permettent le recrutement de plusieurs joueurs vedettes à partir de 1985-1986. En 1987, il fait renommer le club Matra Racing. Les résultats ne suivent pourtant pas et Lagardère décide d'arrêter les frais en 1989. Matra se retire et Jean-Louis Piette, un fidèle de Lagardère, prend la succession de ce dernier. Malgré la déconfiture financière du club, il en conserve la direction. Face au refus de la mairie de Paris de subventionner un deuxième club, il demande la rétrogradation du Racing en troisième division puis obtient le soutien du Conseil général des Hauts-de-Seine, faisant du Racing le porte-drapeau du département. Malgré des moyens relativement importants et une politique de formation saluée, le club ne retrouve pas la Division 2, et pire, est relégué en CFA en 1995.
Face aux oppositions importantes au sein du club, Piette quitte son poste et le club de football revient dans le giron du RCF. Claude Buzier, ancien joueur et technicien du Racing, le remplace. Il conduit le club en National malgré des moyens plus limités et crée une société anonyme à objet sportif (SAOS) afin de donner à la section football un statut autonome sur le plan financier et juridique au RCP. Buzier voit l'équipe première manquer de peu la montée en D2 en 1999.
Gilles Dumas, un publicitaire, reprend le club en 1999 avec le projet avec pour objectif déclaré de jouer les premiers rôles en première division en 2005 et d'en faire à terme le club résident du Stade de France, inauguré l'année précédente. La SAOS est transformée en Société anonyme sportive professionnelle (SASP). Malgré le soutien financier de sponsors importants (France Telecom, Axa, Bouygues, etc.), le Racing ne parvient pas à obtenir la promotion tant espérée. Le retrait des sponsors en 2001, inquiétés par les incertitudes sur le projet de construction d'une « Cité du foot » sur le site du stade Yves-du-Manoir, déstabilise le club, qui est rétrogradé administrativement en CFA par la DNCG en 2002. Le club compte alors près d'un million d'euros de dette.
Parachuté par le FC Nantes, qui cherche alors à investir dans un club amateur de la région parisienne par le biais de son actionnaire la Socpresse, Denis-Marie Cintura, par ailleurs président de la Fédération française de full contact, devient président en octobre 2002. Il doit tout d'abord rétablir la situation financière du Racing. En 2004, le club remporte sa poule de CFA et le président doit s'y prendre à plusieurs fois pour faire valider par la DNCG la promotion sportive en National. Mais confronté à une crise interne importante, notamment à l'hostilité de l'association (le RCF) qui lui reproche sa gestion financière, il trouve des repreneurs à l'automne 2004. En 2009, il sera condamné à deux ans d’emprisonnement avec sursis et 20 000 € d’amende pour abus de confiance et abus de biens sociaux, du fait d'un montage élaboré alors qu'il était à la tête du Racing pour récupérer des subventions régionales destinées à une association culturelle de Colombes.
Fin 2004, Cintura revend le club à la « Fondation Racing », derrière laquelle se trouve notamment Raymond Jeanrenaud, un homme d'affaires suisse. Il ne parvient pas à rétablir les finances du club, dont la liquidation judiciaire de la SASP est prononcée par le tribunal de commerce en juin 2005. Le club retourne alors sous la coupe de l'association, dirigée par Jean-Michel Jaquot, ancien tennisman et Racingman depuis des décennies. Il parvient à éviter l'exclusion des championnats nationaux préconisée par la DNCG, grâce notamment à une injonction du tribunal administratif de Paris.
En 2006, le Racing Club de France perd la concession de la Croix-Catelan, accordée depuis 120 ans par la Mairie de Paris contre une redevance symbolique. La perte du centre sportif provoque la quasi-faillite du RCF, qui doit se replier sur le site de la Boulie, dans la forêt de Versailles. Douze de ses sections sportives sont reprises par le nouveau concessionnaire de la Croix-Catelan, Lagardère SCA, tandis que les sections football et rugby sont reprises par des sociétés privées pour survivre. Alors que l'équipe est promue en CFA, l'ancienne section football du RCF est reprise par une nouvelle SASP baptisée « Racing Club de France football 92 », dont la présidence est confiée à Marc Eisenberg, président du groupe Alma Consulting, une société de conseil en réduction de coût. Ce dernier se retire six mois plus tard, officiellement en raison du manque de soutien affiché par le président du Conseil général Patrick Devedjian. Il est remplacé par Bruno Texier, un soutien de longue date de l’association, cette dernière étant toujours dirigée par Jean-Michel Jaquot. Texier est proche de céder le club à l'homme d'affaires grec Georgios Kintis, mais ce dernier est finalement nommé président de l'AEK Athènes FC en décembre.
En avril 2009, une convention de trois ans est finalement signée avec le Levallois SC, dont l'équipe première de football évolue en CFA 2. Le Racing doit ainsi régler ses « problèmes financiers » et le club de Levallois des « problèmes de logistique ». Baptisée « Racing Club de France-Levallois 92 », la nouvelle entité installe son siège à Levallois, les équipes évoluant au stade Yves-du-Manoir de Colombes, distant de quelques kilomètres. Le rapprochement ne concerne que les catégories d'âge à partir des 15 ans. Les soucis financiers perdurent cependant. En juin 2010, Bruno Texier laisse son poste à Denis Marsault, un chef d'entreprise basé à Levallois, qui fait appel à Azzedine Meguellatti comme directeur sportif. En juin 2011, Hervé Street, un chef d'entreprise, est élu à la tête de l'association à la place de Jean-Michel Jaquot.

### Historique des entraîneurs
| Période                    | Nom |
| -------------------------- | --- |
| 1932-1933                  | Jimmy Hogan Division 1: 3è/10:8V,5N,5D |
| 1933-1934                  | Peter Farmer Division 1: 11è/14:9V,5N,12D |
| 1934-1935                  | Curtis Booth Division 1: 3è/16:16V,5N,9D |
| 1935-1938                  | George Kimpton (remercié) Division 1 1935/1936: 1er/16:20V,4N,6D Division 1 1936/1937: 3è/16:17V,3N,10D Division 1 1937/1938: 13è/16:9V,8N,13D |
| 1938-1940                  | Élie Rous (démission) Division 1 1938/1939: 3è/16:15V,8N,7D Division 1 1939/1940: Championnat suspendu |
| 1942-1943                  | Émile Veinante Championnat suspendu |
| 1943-1944                  | Robert Fischer Championnat suspendu |
| 1944-5 sept. 1952          | Paul Baron (remercié) Division 1 1944/1945: Championnat suspendu Division 1 1945/1946: 8è/18:16V,3N,15D Division 1 1946/1947: 15è/20:14V,5N,19D Division 1 1947/1948: 7è/18:16V,5N,13D Division 1 1948/1949: 6è/18:14V,8N,12D Division 1 1949/1950: 7è/18:14V,8N,12D Division 1 1950/1951: 13è/18:12V,8N,14D Division 1 1951/1952: 14è/18:12V,6N,16D Division 1 1952/1953: 5è/18:1V,1N,0D |
| 6 sept.1952-30 avr. 1953   | Auguste Listello Division 1 1952/1953: 14è/18:9V,5N,14D |
| 1er mai 1953-1958          | Auguste Jordan (remercié) Division 1 1952/1953: 17è/18:1V,0N,3D Division 2 1953/1954: 3è/20:25V,5N,8D Division 1 1954/1955: 8è/18:13V,8N,13D Division 1 1955/1956: 6è/18:17V,5N,12D Division 1 1956/1957: 4è/18:17V,8N,9D Division 1 1957/1958: 9è/18:13V,7N,14D |
| 1958- 4 mars 1963          | Pierre Pibarot (remercié) Division 1 1958/1959: 3è/20:18V,13N,7D Division 1 1959/1960: 3è/20:19V,11N,8D Division 1 1960/1961: 2è/20:23V,10N,5D Division 1 1961/1962: 2è/20:21V,6N,11D Division 1 1962/1963: 10è/18:9V,12N,8D |
| 5 mars 1963-1964           | André Jeampierre Division 1 mars-mai 1963: 10è/18:5V,1N,3D Division 1 1963/1964: 16è/18:12V,7N,15D |
| 1964-1965                  | Paul Baron Division 2: 12è/16:10V,4N,16D |
| 1965-1966                  | Lucien Troupel Division 2: 17è/19:9V,6N,21D |
| 1966-1967                  | Aimé Durbec CFA grp Est 6è/14:9V,5N,12D |
| 1967-1968                  | Tandar DH 3è/13:12V,4N,8D |
| 1968-1975                  | Paul Jurilli DH 1968/1969 6è/12:9V,6N,7D DH 1969/1970 2è/12:10V,7N,5D CFA grp Centre 1970/1971 4è/13:12V,5N,7D Division 3 grp Centre 1971/1972 12è/14:10V,3N,13D DH 1972/1973 1er/12:16V,4N,2D Division 3 grp Ouest 1973/1974 14è/16:9V,8N,13D DH 1974/1975 8è/14:9V,7N,10D |
| 1975-1981                  | Jean-Marie Lawniczak DH 1975/1976: 4è/12:10V,4N,8D DH 1976/1977: 5è/12:8V,7N,7D DH 1977/1978: 2è/12:13V,6N,3D Division 3 grp Ouest 1978/1979: 7è/16:14V,6N,10D Division 3 grp Ouest 1979/1980: 10è/16:10V,10N,10D Division 3 grp Centre-Ouest 1980/1981: 4è/16:15V,8N,7D |
| 1981-1982                  | Jean-Michel Larqué Division 3 grp Ouest: 7è/16:9V,12N,9D |
| 1982-1984                  | Alain de Martigny Division 2 grp A 1982/1983: 4è/18:17V,9N,8D Division 2 grp B 1983/1984: 2è/18:24V,4N,6D |
| 1984-1985                  | Victor Zvunka Division 1: 20è/20:9V,8N,21D |
| 1985- 4 oct. 1986          | Silvester Takac (remercié) Division 2: 1er/20:24V,8N,2D Division 1: 17è/20:3V,3N,7D |
| 5 oct. 1986-1987           | Victor Zvunka Division 1: 13è/20:11V,5N,9D |
| 1987-1989                  | Artur Jorge Division 1 1987/1988 7è/20:12V,17N,9D Division 1 1988/1989 17è/20:10V,9N,19D |
| 1989-1990                  | Henryk Kasperczak (démission) Division 1: 19è/20:10V,10N,18D |
| 1990-1992                  | Luc Bruder Division 3 Est 1990/1991: 7è/16:13V,6N,11D Division 3 Est 1991/1992: 5è/16:14V,6N,10D |
| 1992-1993                  | Camille Choquier Division 3 Est: 9è/16:9V,12N,9D |
| 1993-2000                  | Jean-Marie Lawniczak National 2 1993/1994: 4è/18:17V,11N,6D National 1994/1995: 18è/18:5V,14N,15D National 2 1995/1996: 11è/18:12V,11N,11D National 2 1996/1997: 2è/18:20V, 8N,6D National 1997/1998: 10è/18:9V,13N,12D National 1998/1999: 4è/19:17V,12N,7D National 1999/2000: 9è/20:14V,14N,10D                                                                                        |
| 2000-janv. 2002            | Jean-Michel Cavalli (remercié) National 2000/2001 7è/20:16V,10N,12D National 2001/Janvier 2002 16è/20:3V,12N,5D |
| Janv.-mai 2002             | Régis Roch (interim) National 14è/20: 5V,8N,6D |
| 2 mai 2002-10 janv. 2004   | Jean-Guy Wallemme (démission) CFA grp B 2002/2003 3è/18:18V,9N,7D CFA grp B 2003/2004 3è/18:8V,3N,5D |
| 4 janv.-juin 2004          | Kamel Djabour (en) (remercié) CFA grp B 1er/18:10V,6N,2D |
| 1er juil.-4 août 2004      | Noël Tosi (démission) National : 4è/20:2V,0N,1D |
| 4 août-1er oct. 2004       | Eric Santamaria (remercié) National : 5è/20:3V,2N,3D |
| 1er oct. 2004-31 déc. 2004 | Robert Buigues (remercié) National : 7è/20:4V,1N,3D |
| 5 janv.-juin 2005          | Stéphane Paille (remercié) National : 6è/20:7V,5N,7D |
| 2005-2008                  | Frédéric Lipka CFA grp B 2005/2006 16è/18:9V,7N,18D CFA 2 grp F 2006/2007 1er/16:18V,7N,5D CFA grp A 2007/2008 8è/18:15V,4N,15D |
| 2008-2010                  | Ali Tabti (repositionnement) CFA grp D 2008/2009 8è/18:12V,10N,12D CFA grp B 2009/2010 7è/18:13V,11N,10D |
| juin 2010- juin 2013       | Azzedine Meguellatti (repositionnement) CFA 2 grp B 2010/2011 3è/16:13V,11N,6D CFA 2 grp B 2011/2012 4è/16:14V,8N,8D CFA 2 grp B 2012/2013 12è/14:9V,2N,15D |
| 2013-2014                  | Didier Tardiveau (remercié) DH Paris 10è/14:7V,9N,10D |
| 2014-26 oct. 2015          | Manuel Abreu (remercié) DH Paris 2014/2015 3è/14:12V,8N,6D DH Paris août-nov 2015:1V,3N,5D |
| 27 oct. 2015- oct. 2017    | Armand Bouzaglou (repositionnement) DH Paris nov. 2015/2016 6è/14:8V,4N,5D DH Paris 2016/2017:7è/14 9V, 7N, 10D N3 (ex DH) Paris: août-oct. 2017:14è/14 0V,1N,5D |
| Oct. 2017-mai 2018         | Alexandre Gavache (intérim puis remercié) N3 (ex DH) Paris: 11è/14:8V,4N,8D |
| 28 mai-5 déc. 2018         | Abdellah Mourine (remercié) N3 Paris 2018/2019 2è/14: 5V,3N,2D |
| 4 janvier-3 juin 2019      | Emmanuel Trégoat (remercié) N3 Paris 2018/2019 4è/14: 5V,8N,2D |
| 6 juin 2019-               | Guillaume Norbert N3 Paris 2019/2020 5è/14: 7V,5N,5D championnat arrêté N3 Paris 2020/2021 1er/14: 5V,1N,0D championnat arrêté National 3 Paris 2021/2022 1er/14:19V,3N,3D National 2 groupe A 2022/2023 2è/16:17V,8N,5D National 2 groupe C 2023/2024 10è/14: 10V,4N,12D National 3 groupe G 2024/2025 1er/14:4V,0N,0D                                                                   |

Le Racing a connu de son histoire mouvementée de nombreux entraîneurs, près de 35 en soixante-dix ans d'histoire. Comme la grande majorité des clubs français, le Racing se décide à engager un entraîneur appointé au moment de son passage au professionnalisme. Et comme de nombreux autres clubs du championnat, il fait appel à un homme venu du pays fondateur du football : l'Angleterre.
C'est ainsi que débarque à Paris en 1932 Jimmy Hogan, un entraîneur expérimenté bénéficiant en Europe centrale d'une grande réputation, adepte d'un jeu offensif fait de passes courtes et rapides. Il est d'ailleurs l'adjoint du sélectionneur de la fameuse Wunderteam autrichienne Hugo Meisl. Il est notamment à l'origine de la venue à Paris de deux Autrichiens qui feront les beaux jours du Racing : le gardien Rudolf Hiden et August Jordan. L'équipe termine 3e de son groupe et Hogan repart après une seule saison. Il est remplacé par son compatriote Peter Farmer, passé notamment par l'Olympique de Marseille et le Torino FC, sélectionneur de l'équipe de France aux Jeux olympiques de 1928. Après une saison décevante, il laisse sa place à un nouvel anglais d'une dizaine d'années d'expérience, Curtis Booth, qui mène les Parisiens à la troisième place du championnat.

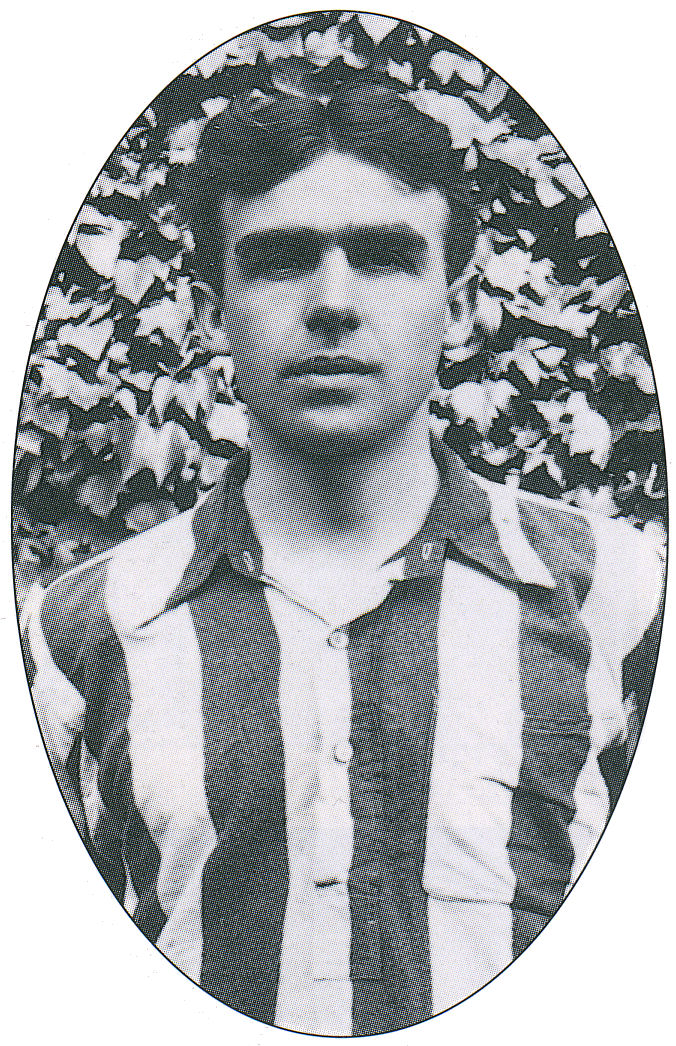
George Kimpton vers 1910.

En 1935, c'est au tour de George Kimpton d'être recruté. Ce dernier est arrivé l'année passée en France pour former l'équipe de France au WM, une tactique en vogue à l'époque. Il applique le même système au Racing avec un grand succès puisqu'il remporte pour sa première saison le doublé coupe-championnat. Il quitte le club après la décevante saison 1937-1938. Elie Rous, 30 ans, prend la relève ; il remporte la Coupe de France en 1939 et 1940 avant de poursuivre sa carrière en France, au FC Sète, puis à Nice et Metz. Sous l'occupation allemande, Émile Veinante, joueur du Racing depuis 1929 et international français, se reconvertit comme entraîneur. Il gère l'équipe pendant trois saisons dans le championnat de la zone occupée. En 1943-1944, les activités des clubs sont suspendues et remplacées par un championnat « fédéral », auquel participe une Équipe fédérale Paris-Capitale rassemblant des joueurs professionnels des différents clubs parisiens.
En 1944, le Racing fait appel à Paul Baron, ancien joueur du Racing de 1930 à 1932 ayant fait ses armes d'entraîneur au Red Star et à l'AS Saint-Eugène, à Alger, d'où il amène plusieurs joueurs. Il est un temps accompagné par Robert Fischer, qui a entraîné de nombreux clubs français dans les années 1930. Il fait pratiquer à ces hommes, réputés pour leur impact physique, un jeu particulièrement offensif. Le système de jeu des Parisiens, dit du « tourbillon », est fait d'incessants changements de poste et d'attaques par lignes entières de joueurs, préfigurant le football total des années 1970. Baron conduit les Pingouins à trois finales de Coupe de France, dont deux sont victorieuses en 1945 et 1949, mais il ne parvient pas à remporter le championnat. Les résultats se détériorent au début des années 1950, alors que Baron a abandonné son « tourbillon », contre l'avis de certains de ses joueurs, car la condition physique exigée par ce système de jeu lui paraissait impossible à garantir pendant la durée d'un match et d'une saison. Baron est finalement écarté fin 1952, alors que l'équipe est à la peine en championnat. Il est remplacé en intérim par Jacquemet puis le professeur d'éducation physique Auguste Listello à partir de janvier.
Le vrai remplaçant de Baron est finalement trouvé en mai 1953 en la personne d'Auguste Jordan : en douze saisons sous le maillot ciel et blanc, cet ancien footballeur autrichien naturalisé français a remporté quatre des cinq Coupes de France au palmarès du Racing, avant d'entamer après-guerre une carrière d'entraîneur en France, notamment au Red Star et à l'Olympique de Marseille. Il ne peut empêcher la relégation du Racing en Division 2 mais fait remonter l'équipe immédiatement et maintient par la suite son équipe dans la première moitié du classement. Il quitte finalement le banc parisien en mars 1958, au milieu d'une saison anonyme, et laisse la place à Pierre Pibarot, venu de la Fédération française de football. Théoricien et adepte de la défense « en ligne », ancien joueur et entraîneur d'Alès et de Nîmes, ce dernier est alors notamment l'entraîneur de l'équipe de France espoirs, après avoir assisté le sélectionneur Gaston Barreau pour la Coupe du monde 1954 comme « tacticien ». Pibarot applique au Racing ses principes de jeu novateurs (défense en ligne, participation de chacun au jeu offensif) avec un certain succès. L'équipe « pratique un football chatoyant, de haut niveau, très prolifique où le spectacle va de pair avec le réalisme ». Seul leur relative inconstance empêche les Parisiens de remporter des titres. Ils atteignent la 3e place en 1959 et 1960, puis sont tous proches d'offrir un second titre de champion au club en 1961 puis en 1962.
Pibarot part cependant en mars 1963, avant la fin d'une saison plus terne. André Jeampierre, ancien amateur du RCF devenu entraîneur des jeunes puis de la réserve, prend la relève mais le poids des ans se fait sentir sur les joueurs vedettes de l'équipe. Les mauvais résultats s'enchaînent à partir de l'hiver 1964, au point que le club chute à la dernière place en avril. Le rebond de fin de saison n'empêche pas l'impensable : le Racing est relégué en Division 2. Paul Baron, l'entraîneur des derniers succès en Coupe de France, est appelé à la rescousse, mais il manque l'objectif affiché d'une remontée immédiate. Trop affaibli financièrement, le club ne peut remonter un effectif à la hauteur des années précédentes. Baron est remplacé par Lucien Troupel pour la saison 1965-1966, qui ne peut éviter au club une nouvelle relégation.
Reparti en Division 3, le club perd de facto le statut professionnel et repasse sous le giron du Racing Club de France. Une page se tourne. Les deux premiers entraîneurs sont Durberc (qui pourrait être Aimé Durbec, un ancien joueur du club né en 1902), en D3, puis Tandar, en DH de Paris. En 1968, l'ancien Racingman Paul Jurilli prend place sur le banc. Il a fait remonter le club en Division 3, en 1970 puis une nouvelle fois en 1973. En 1975, alors que l'équipe est retombée en DH, il laisse sa place à Jean-Marie Lawniczak. Après une honnête carrière de joueur professionnel, ce dernier démarre au Racing une carrière de technicien : il reste plus de vingt ans au club, d'abord six ans comme manager et entraîneur de l'équipe première, ensuite comme responsable du centre de formation du Matra Racing, et pendant 2 saisons adjoint d'Artur Jorge puis de nouveau comme manager de 1992 à 2000. Il fait monter les Parisiens en Division 3 (puis en National) à trois reprises, en 1978, 1994 et 1997. En 1981, les Parisiens manquent de peu la promotion en D2, au bénéfice de Fontainebleau, à la suite de quoi il prend en charge le centre de formation du club. Après son départ définitif en 2000, il fait carrière à la Fédération française de football ; Président de l'Amicale des Educateurs de Football (A.E.F) depuis 1998 il représente les éducateurs au sein de la « Haute-Autorité du Football », il en devient le président en juillet 2011.

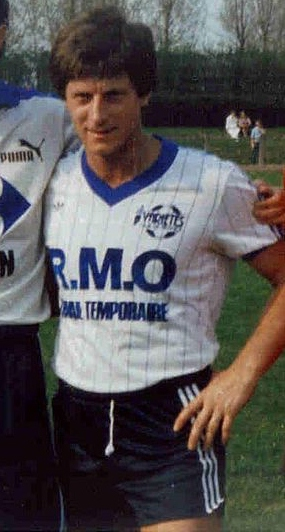
Jean-Michel Larqué au Racing, en 1982.

L'ancien international Jean-Michel Larqué, après une dernière saison au Paris Saint-Germain comme manager général, reprend en 1980 une licence de joueur au Racing, en D3. Il a la joie de disputer un trente-deuxième de finale de coupe de France face à l'AS Saint-Étienne, son club historique, au Parc des Princes.
En 1982, l'industriel Jean-Luc Lagardère cherche à reprendre le club. Devant le refus initial des dirigeants du Racing, il reprend le Paris FC en D2, le rebaptise « Racing Paris 1 » et lui fait porter les couleurs du Racing, avec l'accord des dirigeants. En 1982-1983 cohabitent donc deux équipes baptisées Racing, puisque le RCF aligne toujours une équipe en D3. Pour occuper le banc du RP1, Lagardère recrute Alain de Martigny, ancien entraîneur du Stade brestois et adjoint du sélectionneur français Michel Hidalgo pour la Coupe du monde 1982. L'équipe du Racing est quant à elle prise en main par Lawniczak Jean Marie. En cas de maintien du RP1 en D2, les dirigeants du Racing promettent d'accepter une fusion, qui est donc concrétisée l'été suivant sous le nom de « Racing Club de Paris ». Alain de Martigny reste l'entraîneur du club de Lagardère : il fait monter son équipe en première division en 1984, après une victoire en barrage d’accession face à l'AS Saint-Étienne, mais est remercié en milieu de saison suivante alors que les Parisiens pointent au dernier rang en D1. Le défenseur Victor Zvunka, arrivé la saison précédente, est nommé entraîneur en janvier ; les résultats de l'équipe s'améliorent sans parvenir toutefois à rétablir la situation.
De retour en D2, l'équipe est confiée à Silvester Takač, un ancien international yougoslave ayant joué et entraîné en France et en Belgique, qui s'adjoint les services de Denis Troch aux côtés de Zvunka. Un directeur sportif, René Hauss, est par ailleurs nommé. Les Parisiens, renforcés malgré la relégation, caracolent en tête du championnat toute la saison. Mais le retour manqué en D1, en début de saison 1986-1987, coûte sa place à Takac. Zvunka reprend l'équipe et parvient à la mener au maintien, sans pour autant accrocher la première moitié du classement. Il n'est pas conservé et entame là une riche carrière, en Division 2 française particulièrement.
Lagardère va alors chercher le Portugais Artur Jorge, qui vient tout juste de remporter la coupe d'Europe des clubs champions avec le FC Porto. Sa mission est de mener au sommet le Matra Racing, dont l'effectif est composé de nombreuses vedettes. Le club fait figure de favori et les premiers mois donnent raison aux observateurs, puisque le Racing pointe au 2e rang en février. Mais la suite est plus difficile, le Racing ne terminant qu'à la 7e place. Jorge quitte finalement le club en novembre, pour des raisons familiales principalement. Le directeur sportif René Hauss occupe le banc jusqu'à la fin de saison, terminée à une piètre 17e place ; les Parisiens se sauvent à la différence de buts aux dépens du RC Strasbourg, quelques semaines après l'annonce, en avril 1989, du retrait de Matra et de son président Lagardère.
Arrivé à l'été 1989, le Polonais Henryk Kasperczak, entraîneur en France depuis une dizaine d'années, doit faire avec un effectif rajeuni, amoindri par le départ des joueurs vedettes des années précédentes. La saison du « Racing Paris 1 » est un chemin de croix, qui se termine par une relégation logique. Le président Piette ajoute à cette dernière une relégation administrative, de sorte que l'équipe première repart dans le groupe Est de Division 3, en lieu et place de l'équipe réserve. Le nouvel entraîneur est Luc Bruder, justement l'ancien entraîneur de la réserve, par ailleurs responsable du centre de formation du club depuis 1987. Il reste deux saisons, sans pouvoir jouer la montée, avant de partir prendre la direction du centre de formation du FC Sochaux.

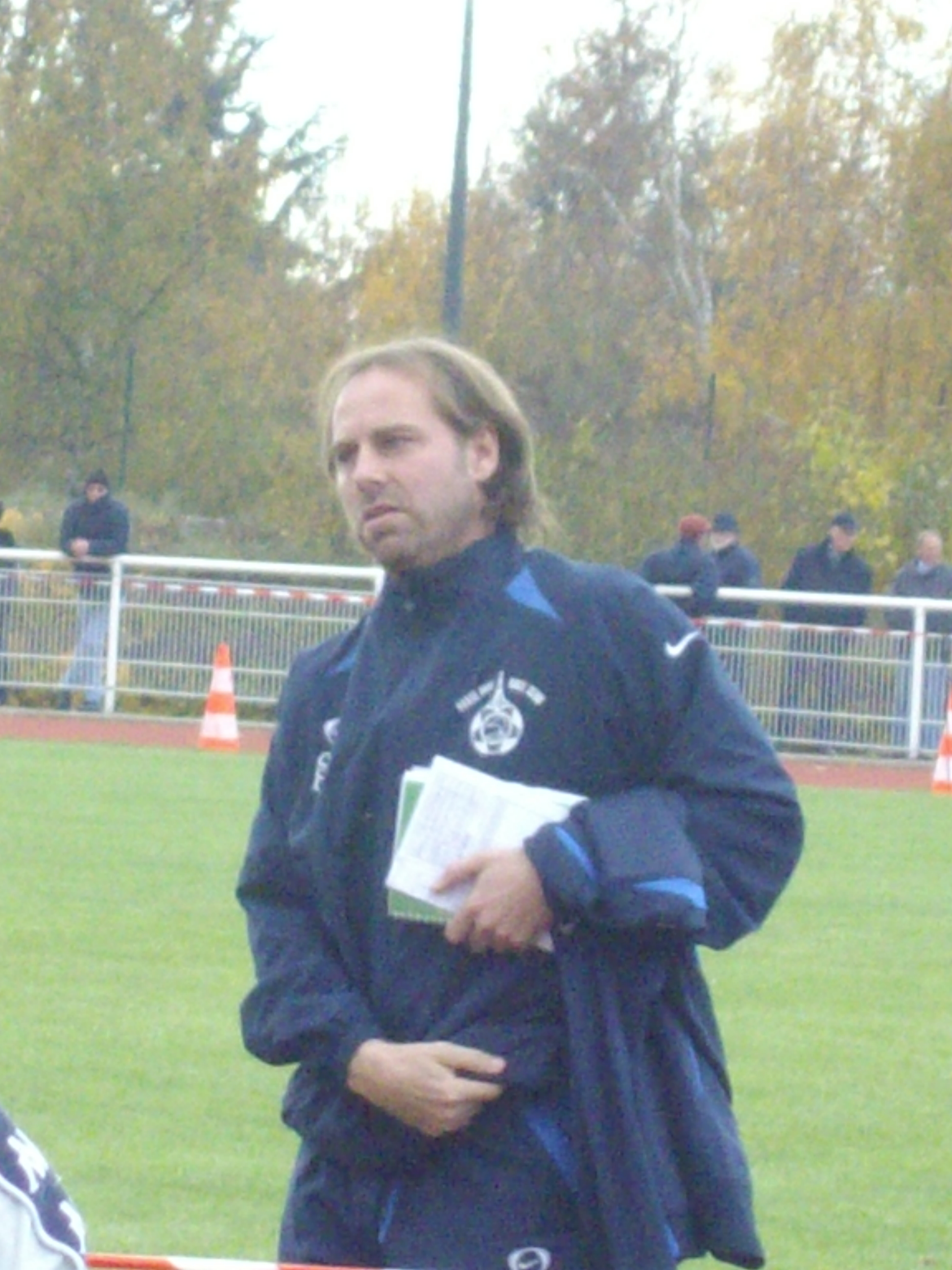
Jean-Guy Wallemme, ici en 2007, fait ses véritables débuts d'entraîneur au Racing en 2002.

En 1992 le club consent à perdre le statut professionnel. Le Francilien Camille Choquier assure une pige d'un an, mais ne parvient pas obtenir le « maintien » dans le nouveau championnat National 1, réservé aux quatre premières équipes de chaque groupe. Le club repart en National 2 mais voit le retour de Jean-Marie Lawniczak, nommé « manager général » après un passage à Besançon. Il fait remonter le Racing en National 1 et le mène en quart de finale de Coupe de France pour sa première saison. L'équipe est reléguée la saison suivante avant de faire son retour en National en 1997. En 1999, Lawniczak passe tout prêt d'offrir au club une montée en Division 2. Après une saison 1999-2000 plus terne, l'ambitieux Gilles Dumas le remplace par Jean-Michel Cavalli, promu en D2 avec le Gazélec Ajaccio l'année précédente. Sa première saison est tout juste correcte, et les mauvais résultats de sa deuxième saison le poussent à démissionner lors de la trêve hivernale. L'ancien gardien de but Régis Roch parvient à rétablir la situation et à sauver la place du club en National. L'été venu, il devient l'adjoint de Jean-Guy Wallemme, un ancien défenseur d'expérience auquel le Racing offre sa première véritable expérience d'entraîneur. Quelques jours après sa signature, le club est relégué administrativement en CFA. Wallemme reste néanmoins au club et réussit à hisser l'équipe à la 3e place, synonyme de promotion en National, mais celle-ci est refusée par la DNCG. Wallemme poursuit cependant son travail sur le banc du Racing, qui prend vite la tête du championnat la saison suivante. En janvier 2004, il est contacté par le FC Rouen, en mauvaise posture en deuxième division, et décide de quitter le navire parisien. Kamel Djabour, un ancien joueur du club revenu comme technicien quelques années plus tôt, parvient à maintenir l'équipe en tête du championnat. Il est pourtant licencié l'été venu par le président Cintura, avec qui ses relations sont devenues difficiles. Djabour est en 2012 l'adjoint de Wallemme à l'AJ Auxerre.
Cintura va chercher en juillet 2004 un entraîneur expérimenté, Noël Tosi ; mais très vite les ennuis financiers et administratifs se multiplient, de sorte que Tosi repart au SCO Angers dès la mi-août. L'adjoint débauché à l'US Ivry pour l'occasion, Éric Santamaria, prend sa succession... jusqu'à la vente du club à Raymond Jeanrenaud à l'automne, qui recrute l'expérimenté Robert Buigues. Ce dernier est écarté dès la trêve hivernale et remplacé par l'ancien international français Stéphane Paille, le quatrième entraîneur en quelques mois. Ses débuts sont prometteurs mais l'équipe termine finalement au 6e rang. Surtout le club est placé en liquidation financière et doit repartir en CFA. Paille rejoint à son tour Angers.
Frédéric Lipka, ancien Racingman et ancien adjoint de Lawniczak puis de Cavalli, se voit confier les rênes de l'équipe. Pour sa première saison, l'équipe est reléguée en CFA2 mais il parvient l'année suivante à faire l'ascenseur. Il part à l'issue de sa troisième année au Havre AC. Ali Tabti, arrivé au club en 1992, ancien capitaine du Racing reconverti comme formateur, prend sa place sur le banc. Il subit la relégation administrative du club en 2000. Après sa deuxième saison, il se retire volontairement pour se consacrer à la formation. En 2010, Azzedine Meguellatti, un entraîneur passé par différents clubs d'Île-de-France, est nommé manager général. À l'automne 2010, Azzedine Meguellatti se voit proposer par les dirigeants de l'UJA Alfortville de reprendre l'équipe de National (dernière au classement) tout en étant manager général et entraineur principal du Racing (alors en CFA 2). Au terme de sa pige à l'UJA Alfortville, Azzedine Meguellatti reprend alors les commandes de l'équipe première du Racing pour une période de deux ans qui se solde par une relégation en Division d'Honneur. C'est à ce moment qu'il se retire des terrains, et décide de se centrer sur la gestion du club. En dépit de son titre de meilleur club de jeunes de France en catégorie amateur, en 2012-2013 ,le Racing enregistre 5 relégations sportives en 4 ans : 4 pour les équipes seniors et 1 pour les U19 nationaux. Dans ce contexte difficile, c'est Didier Tardiveau, cadre de la formation du club depuis une décennie, qui est nommé au poste d'entraîneur. Il parvient à assurer le maintien de l'équipe fanion en DH, avant de quitter le club à la fin de la saison 2013-2014. En 2014, Manuel Abreu, lui succède au poste d'entraîneur. Ce dernier réussit à une bonne première saison en finissant 3e du championnat. Malgré les résultats de la saison passée, il choisit de quitter le club à la suite de différends personnels avec le manager en place, c'est dans ces conditions qu'Armand Bouzaglou, ancien joueur du club, est débauché du club voisin de l'ES Colombienne en reprenant le flambeau. Il réussit 2 saisons avec d'honorables résultats en finissant à la 6e et 7e place, le début de la 3e lui sera fatale, le poste d'entraineur en chef lui a été retiré par manque de résultats. La nouvelle direction lui offrira un poste chez les jeunes du club. Dès lors, c'est son adjoint Alexandre Gavache qui est nommé pour assurer l'intérim, avec une saison très pauvre en résultats, l'équipe première se sauve de la relégation dans les 3 dernières journées du championnat.
Hervé Street étant vendeur du club, les nouveaux repreneurs effectuent donc un remaniement dans la plupart des catégories, dont l'équipe première, étant la vitrine du club, le nouveau président ainsi que le nouveau manageur (Patrick et Guillaume Norbert), décident donc de remercier Azzedine Meguellatti de son poste de manageur général, puis d'Alexandre Gavache. Le nouveau duo fait donc appel à Abdellah Mourine en provenance d'Aubervilliers, celui-ci sera remercié le 5 décembre 2018, pourtant 2e du championnat, à la suite d'une différence de point de vue concernant la gestion de l'équipe première. Emmanuel Trégoat, ancien entraîneur des U19 Nationaux durant la saison 2012/2013, prend la suite. Il avait déjà réussi l'exploit d'emmener les U19 Nationaux en 1/4 de finale de la coupe Gambardella en 2013. Il est assisté de Guillaume Norbert en tant qu'entraineur adjoint, l'équipe tourne bien, mais il ne parvient pas à atteindre les objectifs fixés par la présidence du club, à savoir l'accession en National 2 et finit à la 4e place du championnat. Il est donc remercié le 3 juin 2019, à l'issue de 5 mois passés pour son retour au club. Son successeur est donc Guillaume Norbert depuis la saison 2019/2020. Début août 2021, un nouvel arrivant "d'un autre monde" atterrit dans l'organigramme du club, il s'agit de Franck Le Goff ancien manager du club de basket-ball du JSF Nanterre 92. Cette arrivée a pour cause et conséquence de libérer Guillaume Norbert de ses tâches de manager du club. Le pari s'est avéré prolifique, car ce dernier a pu atteidre l'un des premiers objectifs qu'il s'était fixé en tant que manager du club, à savoir faire une première remontée. Au terme de la saison 2021/2022, l'équipe première du Racing réussit à se hisser en National 2 (ex CFA), un niveau que le club avait quitté en 2009/2010. Sa mission aura duré une saison.

### Joueurs

#### Joueurs emblématiques

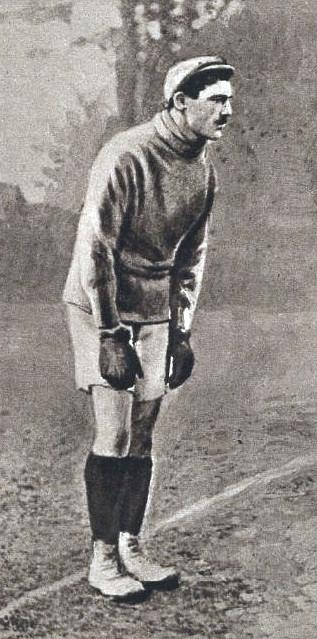
André Trousselier, gardien de but de RCF champion de France en 1907 (ici en 1908).

Le joueur le plus titré du Racing est Gusti Jordan, milieu de terrain autrichien arrivé en 1933 à Paris, naturalisé quelques années plus tard, qui en douze saisons au Racing remporte le titre de champion (dont il ne manque aucun match) et ses quatre premiers trophées de Coupe de France. Ses coéquipiers réguliers sont Émile Veinante, Edmond Delfour, Raoul Diagne, Rudi Hiden, Maurice Dupuis, Maurice Banide et Jules Mathé (ils dépassent tous la barre des cent matchs de première division sous le maillot ciel et blanc).
Le footballeur ayant disputé le plus de rencontres en D1 pour le Racing est Bernard Lelong : arrivé en 1953 à 24 ans du FC Rouen, il quitte le club onze saisons plus tard après 335 matchs (392 toutes compétitions confondues). Les autres joueurs à plus de 200 matchs sont Roger Gabet (290 matchs de 1945 à novembre 1956), Bruno Bollini (245 matchs entre décembre 1956 et 1966), Roger Marche (242 matchs de 1954 à 1962) et Jean Guillot (202 matchs en 1951-1952, puis de 1954 à 1961).
Le meilleur buteur dans l'élite dans l'histoire du Racing est Thadée Cisowski, auteur de 152 buts en 175 matchs entre 1952 et 1960. Il est le seul Racingman à avoir dépassé la barre des cent buts.
Parmi les vainqueurs de trophées, la composition parisienne en finale du championnat de France USFSA de 1907, le premier trophée d'importance remporté par le Racing, est la suivante : André Trousselier comme gardien, Pierre Allemane (capitaine) et Victor Sergent en défense, les Anglais A. Tunmer, H. Jordan et le Français Goubeault au milieu, enfin André Puget, les Anglais J. Jordan et Astley, le Suisse Raoul Matthey et René Fenouillère en attaque. Astley y est l'auteur d'un triplé.

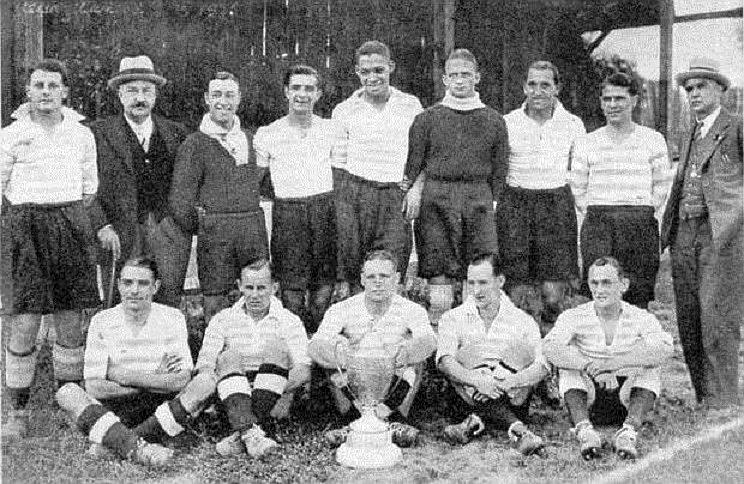
Les auteurs du doublé en 1936. Debout : Schmitt, Victor Mestre (Dir.), Roux, Banide, Diagne, Hiden, Jordan, Delfour. Accroupis : Mercier, Kennedy, Couard, Veinante, Mathé.

Vingt-neuf ans plus tard, le groupe champion de France est composé des joueurs suivants : Edmond Delfour (30 matchs joués, 4 buts), Auguste Jordan (30, 3), l'Anglais Fred Kennedy (29, 19), Raoul Diagne (28), Émile Veinante (27, 4), Maurice Banide (26), Roger Couard (22, 23), Francis Roux (22), Robert Mercier (18, 8), Roland Schmitt (18), Jules Mathé (12, 7), Henri Ozenne (11, 8), Maurice Dupuis (11), Jean Gauteroux (8), Rodolphe Hiden (8), le Yougoslave Aleksandar Živković (7, 5), Bohé (4, 1), Branca (4), Marcel Galey (3), Raymond Couard, le frère de Roger, et Henri Fournis (1). Le gardien de but international autrichien Hiden, une des vedettes de l'équipe, refuse de rejoindre son club à la reprise de la saison 1935-1936, restant en Autriche dans l'attente d'une augmentation. L'affaire traîne plusieurs mois. Roux le remplace pendant la première moitié de la saison. Rudi rejoint finalement son club après six mois de bouderie, et peut fêter avec ses coéquipiers le titre de champion de France. L'équipe remporte également cette saison-là la Coupe de France. En finale face au FCO Charleville, les Racingmen sont les suivants : Hiden - Dupuis, Diagne - Banide, Jordan, Delfour (capitaine) - Ozenne, Kennedy, Couard, unique buteur du match, Veinante et Mathé.
En 1939 et 1940, le Racing remporte deux nouvelles fois la Coupe de France. Le but parisien est toujours gardé par Hiden, le « meilleur gardien de but de l'entre deux guerres », la défense toujours composée de la paire Dupuis-Diagne. Jordan et l'Espagnol Ramón Zabalo disputent les deux finales au milieu, tout comme Oscar Heisserer et Mathé en attaque,. L'emblématique Veinante, retenu sous les drapeaux, est remplacé, comme capitaine et attaquant, par le jeune René Roulier lors de la finale de 1940, tout comme l'Argentin José Perez et Ozenne par l'Autrichien Heinrich Hiltl et le Hongrois Edmund Weiskopf. L'ailier Alfred Aston est un des internationaux français du Racing à cette époque, mais il manque les deux finales de Coupe.
Organisée autour des expérimentés Marcel Salva, Angelo Grizzetti et Lucien Leduc, le capitaine, le Racing de la fin des années 1940 est renforcée de nombreux jeunes joueurs, des « Titis » de région parisienne : Roger Lamy, Roger Gabet, Roger Quenolle, Georges Moreel et enfin Ernest Vaast, ailier gauche passé par Levallois, déjà titulaire lors de la finale de coupe en 1945. Le talent de ce dernier en fait un titulaire indiscuté, mais un différend salarial l'écarte de l'équipe pendant une bonne partie de la saison 1948-1949.
Au début des années 1950, le Racing dispose de joueurs de premier plan. Par exemple l'international brésilien Yeso Amalfi, inter fantasque et doté d'une riche palette de gestes techniques hors du commun, arrivé de Monaco pendant l'hiver 1952 après être passé par Peñarol, Boca Juniors, Nice et le Torino. Ou encore des internationaux français comme René Vignal dans les buts, fidèle depuis 1947 ; le demi expérimenté Henri Arnaudeau ; Roger Lamy et Roger Gabet, toujours présents ; Thadée Cisowski, attaquant à la réputation grandissante depuis son arrivée de Metz en 1952 ; ou encore Abderrahman Mahjoub arrivé du Maroc en 1951. Arnaudeau et Mahjoub partent après la relégation de 1953 mais sont de retour l'année suivante. En 1954, le club recrute deux grands défenseurs internationaux : l'Autrichien Ernst Happel, considéré à l'époque comme l'un des meilleurs défenseurs du monde, qui reste deux ans, et Roger Marche, le « vieux lion » venu de Reims.
En attaque, le Racing compte encore par la suite dans ses rangs de nombreux internationaux, comme Joseph Ujlaki de 1958 à 1963, attaquant à la frappe de balle réputée, François Heutte (de 1959 à 1964 puis de 1969 à 1972), un attaquant « élégant et percutant » venu par la suite terminer sa carrière au Racing amateur, Jean-Jacques Marcel, un milieu défensif ayant réalisé des miracles en attaque de 1960 à 1962 avant de retrouver son poste original pour ses dernières saisons, l'attaquant Guy Van Sam de 1960 à 1965, premier buteur du Racing en coupe d'Europe, ou encore le Yougoslave Miloš Milutinović de 1961 à 1963.
Dans les années 1980, le Racing de Lagardère compte de nombreuses vedettes. Alim Ben Mabrouk est un milieu de terrain travailleur, international algérien. L'année suivante, son compatriote Rabah Madjer le rejoint. Il est meilleur buteur du club pour sa première saison en D2 mais repart à la suite de la relégation de l'équipe première. Les défenseurs internationaux français Philippe Mahut et Maxime Bossis rejoignent les Ciel et Blanc en 1984 et 1985. En D2, les Parisiens sont renforcés par Eugène Kabongo, avant-centre zaïrois venu de Belgique pour un an, dont l'efficacité aidera grandement à la remontée du club.
En 1986, Lagardère investit massivement dans le recrutement pour concrétiser ses ambitions : le milieu de terrain international Luis Fernandez, joueur emblématique du Paris SG, l'attaquant uruguayen Enzo Francescoli, à l'époque un des joueurs les plus talentueux du championnat, le défenseur international Thierry Tusseau, le fantasque gardien de but Pascal Olmeta, les milieux de terrain allemand Pierre Littbarski, tout juste vice-champion du monde, et uruguayen Rubén Paz. Ces deux derniers ne restent qu'un an cependant. En 1987, l'arrière international néerlandais Sonny Silooy les rejoint. En 1988, l'effectif se renouvelle avec l'international marocain Aziz Bouderbala, tout juste élu meilleur joueur de la CAN, le défenseur Bernard Casoni, resté un an, dernier Racingman à avoir été sélectionné en équipe de France, les jeunes espoirs David Ginola et Vincent Guérin. En 1989 et 1990, tous ces joueurs quittent le club à la suite du retrait de Matra et la quasi-faillite du club.

#### Internationaux français
Dès le début de l'histoire de l'Équipe de France, les footballeurs du Racingmen sont présents. Le premier joueur du club à porter les couleurs françaises est Pierre Allemane, le 12 février 1905 lors d'un France-Suisse (1-0), second match de l'histoire de l'équipe de France. Bernard Casoni, le 22 octobre 1988 lors d'un France-Chypre (1-1), est le 57e (et en 2012, le dernier) à avoir porté le maillot bleu.
Le bilan des Racingmen est de 374 sélections, pour 64 buts marqués. Le Racing est classé dans le top 10 des clubs ayant fourni le plus de joueurs à l'équipe de France (de 1951 à 1961, le club occupait la première place de ce classement). 208 matchs de la France, soit environ un match sur 3, ont vu au moins un joueur du Racing être sélectionné (cette proportion était de 67 % en 1961). À 58 reprises, le capitaine lors du coup d'envoi était du Racing.
Plusieurs joueurs du club ont porté les couleurs de la France lors d'une coupe du monde : André Tassin, Marcel Capelle, Alexandre Villaplane, Edmond Delfour et Émile Veinante en 1930, Edmond Delfour et Émile Veinante en 1934, Raoul Diagne, Auguste Jordan et Émile Veinante en 1938, ainsi que Roger Marche en 1958.
| Joueur          | Sél. | Buts | Période   | Sél. (total) |
| --------------- | ---- | ---- | --------- | ------------ |
| Pierre Allemane | 7    | 0    | 1905-1908 | 7            |
| Manuel Anatol   | 16   | 1    | 1929-1934 | 16           |
| Alfred Aston    | 3    | 0    | 1938-1939 | 31           |
| Maurice Banide  | 1    | 0    | 1936      | 9            |
| Henri Bard      | 8    | 3    | 1913-1923 | 18           |
| Édouard Baumann | 4    | 0    | 1920-1922 | 8            |
| Bruno Bollini   | 3    | 0    | 1957-1961 | 3            |
| Emile Bongiorni | 5    | 2    | 1945-1948 | 5            |
| Maxime Bossis   | 12   | 0    | 1985-1986 | 76           |
| Gérard Buscher  | 1    | 0    | 1987      | 2            |
| Marcel Capelle  | 9    | 0    | 1930-1931 | 9            |
| Bernard Casoni  | 3    | 0    | 1988      | 30           |
| Thadée Cisowski | 12   | 11   | 1952-1958 | 13           |
| Edmond Delfour  | 34   | 2    | 1930-1937 | 41           |
| Emilien Devic   | 5    | 1    | 1911-1921 | 9            |
| Raoul Diagne    | 18   | 0    | 1931-1940 | 18           |
| Michel Dupoix   | 1    | 0    | 1924      | 1            |
| Maurice Dupuis  | 9    | 0    | 1937-1945 | 9            |
| Paul Faure      | 1    | 0    | 1919      | 1            |

| Joueur              | Sél. | Buts | Période   | Sél. (total) |
| ------------------- | ---- | ---- | --------- | ------------ |
| Luis Fernandez      | 16   | 2    | 1986-1988 | 60           |
| Roger Gabet         | s3   | 0    | 1949      | 3            |
| Jean Gautheroux     | 1    | 0    | 1930      | 2            |
| Bruno Germain       | 1    | 0    | 1987      | 1            |
| Pierre Grillet      | 9    | 2    | 1954-1960 | 9            |
| Oscar Heisserer     | 7    | 4    | 1938-1945 | 25           |
| François Heutte     | 9    | 4    | 1959-1961 | 9            |
| Rodolphe Hiden      | 1    | 0    | 1940      | 1            |
| Henri Hiltl         | 1    | 0    | 1940      | 2            |
| Lucien Jasseron     | 2    | 0    | 1945      | 2            |
| Auguste Jordan      | 16   | 1    | 1938-1945 | 16           |
| Albert Jourda       | 2    | 0    | 1921      | 4            |
| Roger Lamy          | 2    | 0    | 1950      | 2            |
| Abderrahman Mahjoub | 4    | 0    | 1954-1955 | 7            |
| Jean-Jacques Marcel | 9    | 1    | 1960-1961 | 44           |
| Roger Marche        | 25   | 1    | 1954-1959 | 63           |
| Jules Mathé         | 2    | 1    | 1939      | 2            |
| Albert Mercier      | 1    | 0    | 1919      | 1            |
| Robert Mercier      | 1    | 0    | 1935      | 7            |

| Joueur               | Sél. | Buts | Période   | Sél. (total) |
| -------------------- | ---- | ---- | --------- | ------------ |
| Georges Moreel       | 1    | 1    | 1949      | 1            |
| André Puget          | 1    | 0    | 1907      | 1            |
| Roger Quenolle       | 2    | 0    | 1949      | 2            |
| Marcel Salva         | 13   | 0    | 1945-1952 | 13           |
| Jean-Claude Samuel   | 3    | 0    | 1945      | 3            |
| Émile Scharwath      | 1    | 0    | 1934      | 8            |
| Guy Sénac            | 2    | 0    | 1960-1961 | 2            |
| Victor Sergent       | 4    | 0    | 1907-1908 | 5            |
| Jean Taillandier     | 3    | 0    | 1960      | 3            |
| André Tassin         | 5    | 0    | 1932      | 5            |
| Marcel Triboulet     | 1    | 0    | 1919      | 6            |
| Thierry Tusseau      | 4    | 0    | 1986      | 22           |
| Joseph Ujlaki        | s4   | 1    | 1960      | 21           |
| Ernest Vaast         | 15   | 11   | 1945-1949 | 15           |
| Guy Van Sam          | 3    | 0    | 1961      | 3            |
| Émile Veinante       | 24   | 14   | 1929-1940 | 24           |
| René Vignal          | 17   | 0    | 1949-1954 | 17           |
| Alexandre Villaplane | 6    | 0    | 1930      | 25           |
| Mario Zatelli        | 1    | 1    | 1939      | 1            |
| Total                | 374  | 64   | 1905-1988 |              |

#### Jeunes formés au club
En 2012, le Racing se targue d'être le seul club amateur présent dans les championnats nationaux jeunes (U17 et U19 Nationaux) de manière continue depuis dix ans.
De nombreux joueurs professionnels ont de fait réalisé tout ou partie de leur formation au Racing, parmi lesquels, depuis les années 1990, William Gallas (84 sélections en équipe de France), Stéphane Dedebant, Stéphane Porato, l'international marocain Walid Regragui, Grégory Proment, Brahim Hemdani, Bruno Cheyrou (3 sélections), Louis Saha (20 sélections), Zoumana Camara, Benoît Cheyrou, l'international algérien Karim Ziani, Jérémie Aliadière, Franck Béria, Michaël Ciani.
Plus tard vers la fin des années 2000 début des années 2010, les jeunes Steven Nzonzi (1995-1999), Romain Faivre (2007-2014), Saïd Arab (en) (2005-2014), Matthias Phaëton (2005-2014), y feront leurs pré-formation avant de partir en centre de formation.
Plus tôt, dans les années 1950, un joueur comme Stéphane Bruey a, par exemple, entamé une brillante carrière au Racing (423 matchs de D1 et 4 sélections).

## Soutien populaire

### Stades
| \| Stade olympique de Colombes Parc des Princes \| Emplacement des stades du Racing en petite couronne. |
| Stade olympique de Colombes Parc des Princes                                                            |

L'équipe de football du Racing a été en pratique résidente de deux stades lors de ses années fastes : le stade olympique de Colombes, connu comme le stade Yves-du-Manoir, et le non moins célèbre Parc des Princes, situé à Paris.
Le Racing Club de France obtient dès le début du XXe siècle l'exclusivité de l'utilisation du Parc des Princes, inauguré comme stade vélodrome en 1897, pour les sports dits athlétiques : athlétisme, rugby ou football, notamment. Par ailleurs, le site du stade de Colombes, consacré au sport depuis 1883 et utilisé comme hippodrome par la Société des Courses de Colombes, est acheté en 1907 par le journal quotidien parisien Le Matin, qui le transforme en stade pour accueillir des compétitions d'athlétisme, de rugby et de football. L'enceinte est alors rebaptisée « Stade du Matin ».
Le club devient locataire des installations du stade de Colombes en 1920. Candidat à l'accueil des Jeux olympiques d'été de 1924, le stade est largement agrandi (sa capacité est portée à 60 000 places) et renommé « stade olympique de Colombes » en 1924, puis « stade olympique Yves-du-Manoir » en 1928, du nom d'Yves du Manoir, un joueur international français de rugby du Racing mort tragiquement quelques mois plus tôt.

Malgré la contenance supérieure du stade de Colombes, le RC Paris, créé en 1932 en tant que section professionnelle de football du Racing Club de France, va plutôt évoluer au Parc des Princes, plus proche de Paris et rénové largement cette année-là (sa capacité se monte alors à plus de 40 000 places), voire au stade Jean-Bouin. Le Racing partage le stade de la porte d'Auteuil avec le CA Paris puis le Stade français. Le Parc reste son stade favori jusqu'à la fin de sa première période professionnelle, dans les années 1960. Redevenu amateur, le Racing fait son retour à Colombes, d'autant que le Parc est en reconstruction en 1967.
Promu en première division en 1984, le Racing de Lagardère fait son retour au Parc des Princes, complètement reconstruit en 1972 et dont le Paris Saint-Germain et le Paris FC sont devenus les résidents. La reconstruction du Parc porte un sévère coup au stade de Colombes qui, lui, ne bénéficie d'aucune rénovation et d'un entretien minimaliste. L'échec de l'aventure Matra et le retour au niveau amateur conduisent les dirigeants du Racing à se rapatrier une nouvelle fois à Colombes. Trop vétustes, trois des quatre tribunes sont interdites au public au début des années 1990, puis rasées. Seule subsiste depuis la tribune principale, dotée de quelque 7 000 sièges.
À la fin des années 1990, les dirigeants du Racing, comme ceux d'autres clubs parisiens, lorgnent sur le Stade de France, construit pour la Coupe du monde de football de 1998 et pour lequel est recherché un club résident. Le 28 mars 2000 y est organisé notamment un match de gala entre le Racing et le Red Star, autre club parisien candidat. Les déceptions sportives des deux clubs ont rendu pour le moment impossible cet ambitieux projet.
En 1998, le club omnisports annonce son souhait de vendre le stade Yves-du-Manoir, qu'il n'a pas les moyens de rénover. Le Conseil général des Hauts-de-Seine, par ailleurs un des principaux soutiens de la section football, se porte un temps candidat, mais la vente ne se fait pas. En 1999, les nouveaux dirigeants du club de football espèrent pouvoir y construire une « Cité du foot », où seraient rassemblés un nouveau stade ainsi que ses centres d'entraînement et de formation. Plombé par les résultats sportifs du club, le projet ne voit pas le jour. Alors qu'un promoteur immobilier est proche de remporter l'affaire, le Conseil général parvient à préempter la cession du site historique fin 2002. Aucun projet ambitieux de mise aux normes n'a pourtant été engagé par la suite, d'autant que le club de rugby à XV du Racing Métro 92, seul résident de l'enceinte principale du complexe, lance en 2010 la construction d'un nouveau stade à Nanterre, l'Arena 92.
Les matchs de football du Racing sont souvent organisés à partir de 2006 sur le terrain Lucien-Choine, annexe du stade Yves-du-Manoir, d'une capacité de 1 000 places, dont 200 assises. Depuis le départ du rugby du stade Yves-du-Manoir, le Racing rejoue la majorité de ses matchs dans cette enceinte. En raison des travaux programmés sur son stade, qui sera site olympique en 2024 pour le hockey sur gazon, le club est contraint de disputer 12 matchs au stade Montbauron de Versailles lors de la saison 2022-2023.

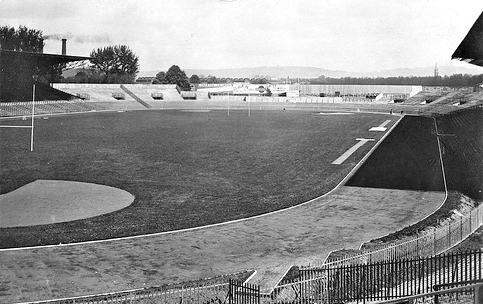
Le stade olympique de Colombes en 1924.
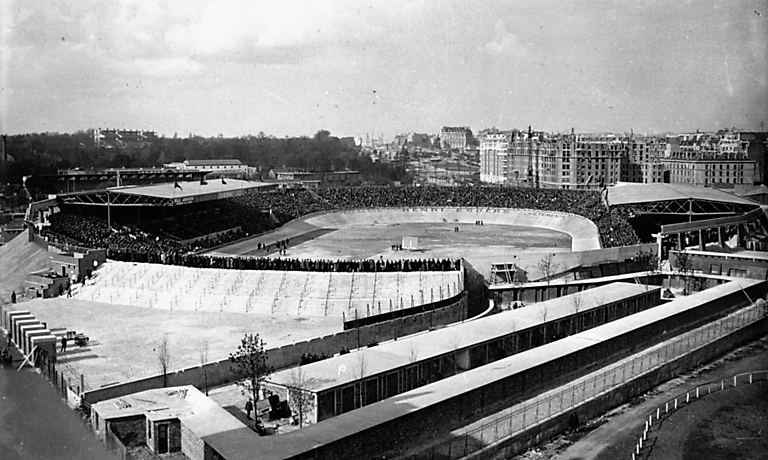
Le Parc des Princes en 1932.
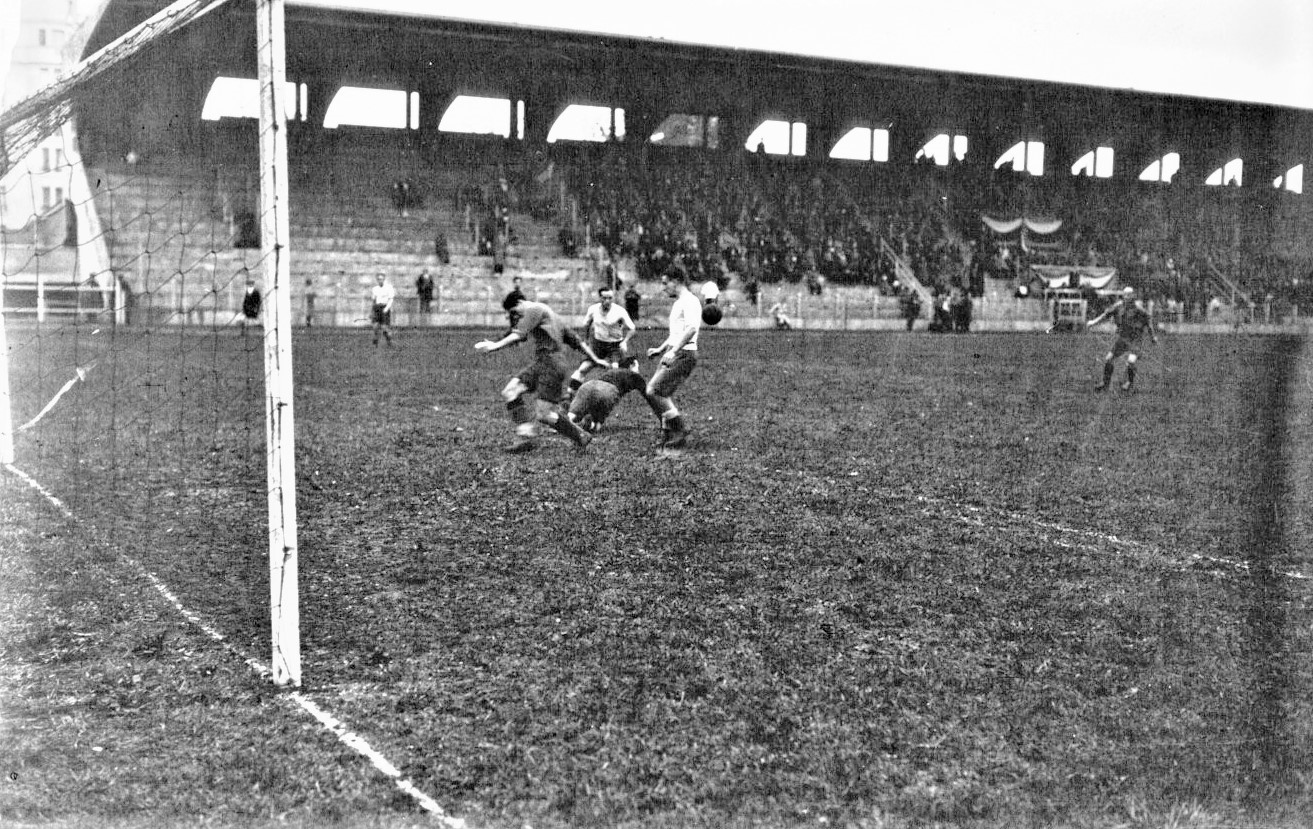
Match de football au stade Jean-Bouin en 1932, juste à côté du Parc des Princes.
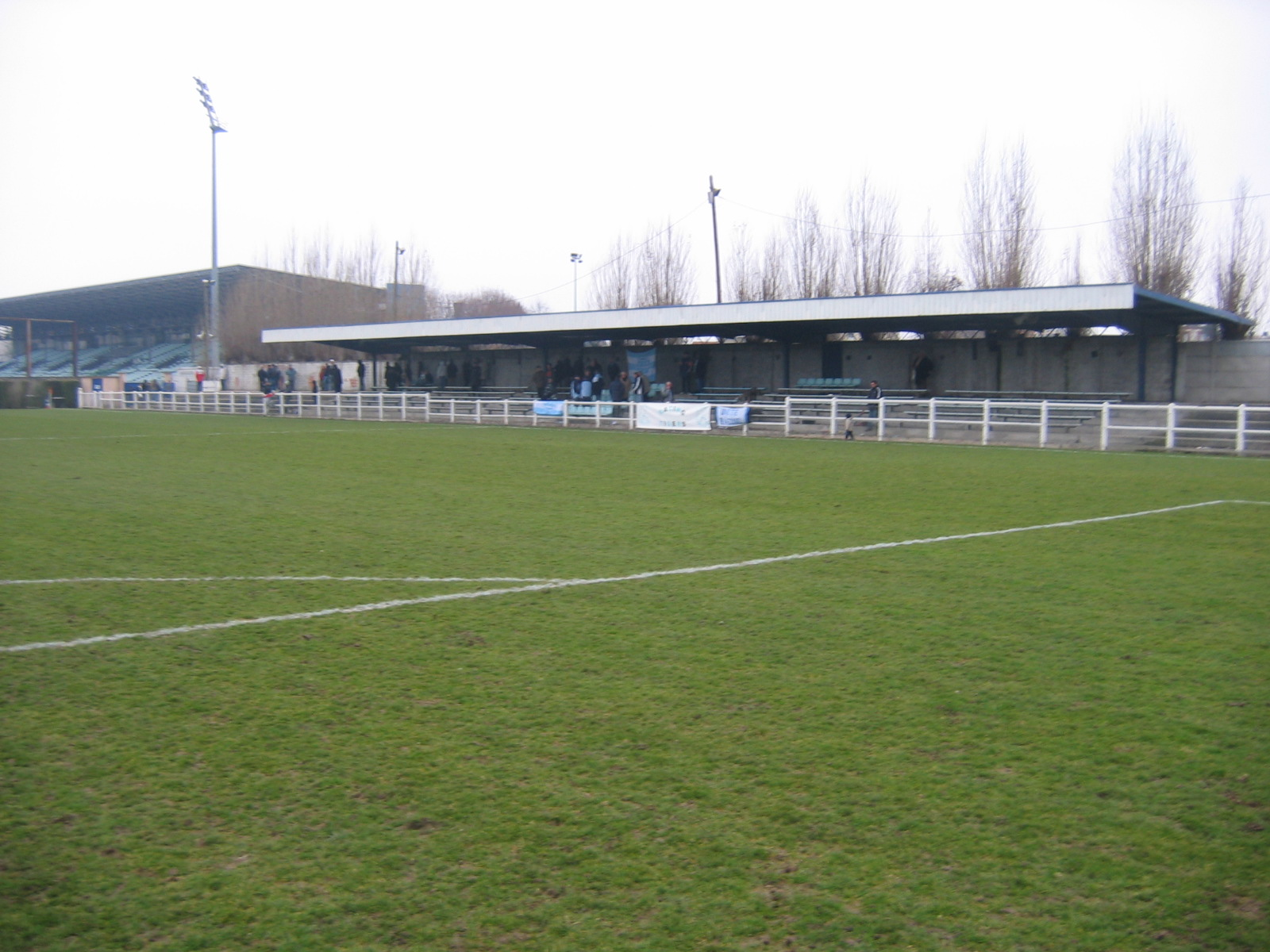
L'annexe « Lucien-Choine » du stade olympique Yves-du-Manoir de Colombes.
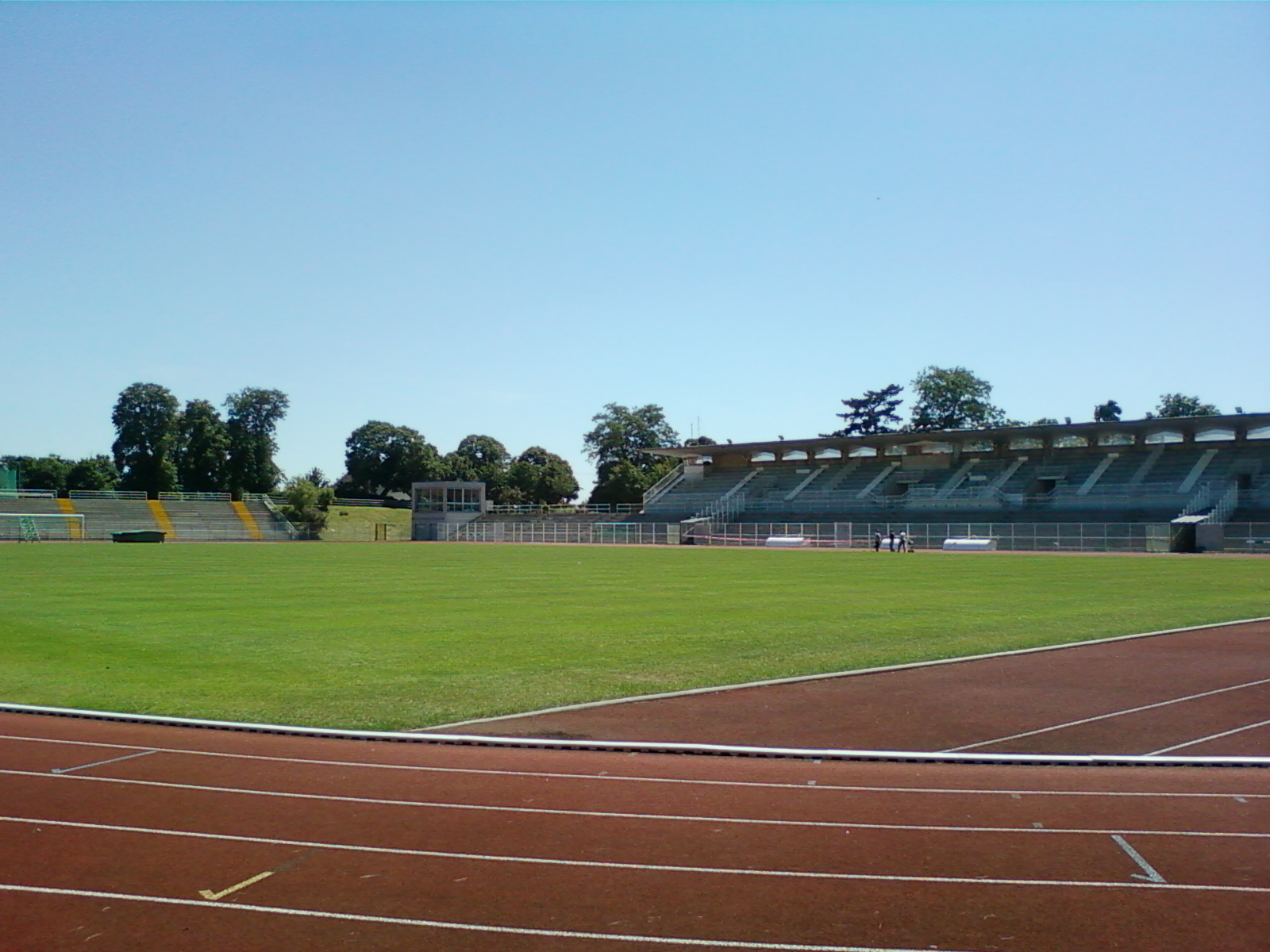
Le stade Montbauron de Versailles en 2022.

### Affluences et supporters
Le Racing a été dans les années 1930 à 1960 l'un des clubs les plus soutenus en France, que ce soit au Parc des Princes ou au stade de Colombes. De 1949 à 1953 puis de 1956 à 1964, le Racing enregistre l'affluence moyenne la plus élevée du championnat, malgré des résultats très irréguliers. Ce n'est en revanche plus du tout le cas lors de l'aventure Matra à la fin des années 1980 ; le manque de soutien populaire sera alors pointé comme une des raisons du départ brutal de Lagardère en 1989.

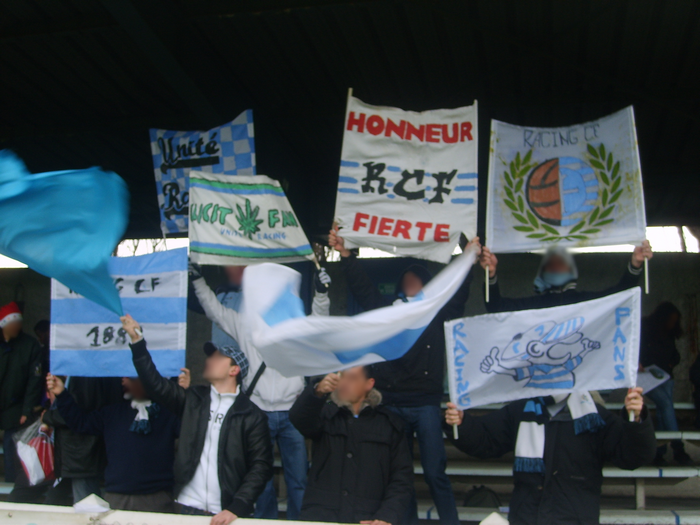
L'Unité Racing en 2008, à Colombes, contre Viry-Châtillon.

Le Racing fixe son record d'affluence le 14 mai 1950 en finale de Coupe de France : 61 722 spectateurs assistent à Colombes à la victoire du Stade de Reims sur le RC Paris. Hors finale, les deux meilleures affluences de l'histoire du club sont réunies pour d'autres matchs de Coupe de France, face à un autre des grands rivaux du club à l'époque : le Lille OSC. En 1948 et en 1950, respectivement 43 374 et 56 541 spectateurs se déplacent à Colombes pour des quarts de finale de Coupe. En championnat, le record date du 17 septembre 1950, quand le Stade rennais se présente en leader au Parc des Princes devant 39 448 spectateurs.
Avec la descente du club dans les niveaux amateurs et l'hégémonie du Paris Saint-Germain sur le football francilien, le Racing voit ses affluences se réduire de plus en plus. Depuis les années 2000, le club compte moins de 1000 spectateurs de moyenne à domicile.
Le club a compté dans son histoire plusieurs groupes de supporters, dont les anciens groupes « Brigadier 1936 », « Racing Rebels » (1989-1994), « Racing Tigers » (2003-2006) et « Unité Racing » (2005-2009). Le groupe « Club Ciel et Blanc », ouvert aux supporters de tous âges, est actif en 2011. Actuellement le groupe « Colombes Boys » est présent depuis 2017.